# Liste der Kulturdenkmale in Dohna

Wappen von Dohna

Die Liste der Kulturdenkmale in Dohna enthält die Kulturdenkmale in der Stadt Dohna und ihren Ortsteilen. Die Anmerkungen sind zu beachten.
Diese Liste ist eine Teilliste der Liste der Kulturdenkmale im Landkreis Sächsische Schweiz-Osterzgebirge und eine Teilliste der Liste der Kulturdenkmale in Sachsen.

## Legende
- Bild: Bild des Kulturdenkmals, ggf. zusätzlich mit einem Link zu weiteren Fotos des Kulturdenkmals im Medienarchiv Wikimedia Commons. Wenn man auf das Kamerasymbol klickt, können Fotos zu Kulturdenkmalen aus dieser Liste hochgeladen werden:
- Bezeichnung: Denkmalgeschützte Objekte und ggf. Bauwerksname des Kulturdenkmals
- Lage: Straßenname und Hausnummer oder Flurstücknummer des Kulturdenkmals. Die Grundsortierung der Liste erfolgt nach dieser Adresse. Der Link (Karte) führt zu verschiedenen Kartendiensten mit der Position des Kulturdenkmals. Fehlt dieser Link, wurden die Koordinaten noch nicht eingetragen. Sind diese bekannt, können sie über ein Tool mit einer Kartenansicht einfach nachgetragen werden. In dieser Kartenansicht sind Kulturdenkmale ohne Koordinaten mit einem roten bzw. orangen Marker dargestellt und können durch Verschieben auf die richtige Position in der Karte mit Koordinaten versehen werden. Kulturdenkmale ohne Bild sind an einem blauen bzw. roten Marker erkennbar.
- Datierung: Baubeginn, Fertigstellung, Datum der Erstnennung oder grobe zeitliche Einordnung entsprechend des Eintrags in der sächsischen Denkmaldatenbank
- Beschreibung: Kurzcharakteristik des Kulturdenkmals entsprechend des Eintrags in der sächsischen Denkmaldatenbank, ggf. ergänzt durch die dort nur selten veröffentlichten Erfassungstexte oder zusätzliche Informationen
- ID: Vom Landesamt für Denkmalpflege Sachsen vergebene, das Kulturdenkmal eindeutig identifizierende Objekt-Nummer. Der Link führt zum PDF-Denkmaldokument des Landesamtes für Denkmalpflege Sachsen. Bei ehemaligen Kulturdenkmalen können die Objektnummern unbekannt sein und deshalb fehlen bzw. die Links von aus der Datenbank entfernten Objektnummern ins Leere führen. Ein ggf. vorhandenes Icon  führt zu den Angaben des Kulturdenkmals bei Wikidata.

## Dohna
| Bild                                    | Bezeichnung | Lage                                      | Datierung                        | Beschreibung | ID       |
| --------------------------------------- | --- | ----------------------------------------- | -------------------------------- | --- | -------- |
| Direkt Bild zu diesem Denkmal hochladen | Wasserhochbehälter | (Gemarkung Meuscha; Flurstück 6a) (Karte) | Um 1900                          | Technikgeschichtlich von Bedeutung | 09222252 |
|                                         | Denkmalschutzgebiet Dohna | (Karte)                                   |                                  | | 09300011 |
| Weitere Bilder                          | Sachgesamtheitsbestandteil der Sachgesamtheit Müglitztalbahn (ID-Nr. 09302512), Teilabschnitt Dohna                                                               | (Karte)                                   | 1938                             | Sachgesamtheitsbestandteil der Sachgesamtheit Müglitztalbahn, Teilabschnitt Dohna mit zahlreichen Einzeldenkmalen: Bahnhof Dohna, Anschlussstellwerk BHG Dohna, Eisenbahnbrücke Sürßener Weg, Brücke Mühlgraben, Eisenbahnüberführung Gamiger Straße und Anschlussstellwerk Dohna Fluorchemie GmbH. Sachgesamtheit mit Hochbauten und Ingenieurbauten sowie den erhaltenen Zeugnissen der alten Schmalspurbahn in den Gemeinden Heidenau (ohne OT), Dohna (OT Dohna, Köttewitz), Müglitztal (OT Weesenstein, Burkhardtswalde, Mühlbach), Liebstadt (OT Großröhrsdorf), Glashütte (OT Bärenhecke, Cunnersdorf, Schlottwitz, Neudörfel, Rückenhain, Dittersdorf, Glashütte) und Altenberg (OT Bärenstein, Altenberg, Geising, Lauenstein), singuläre Anlage von überregionaler geschichtlicher Bedeutung. | 09302460 |
|                                         | Mühlgraben (teilweise überdeckt) | (Karte)                                   | 16. Jh. und später               | Mühlgraben (teilweise überdeckt) mit allen wassertechnischen Anlagen (Mühlgraben Heidenau, Stadt – Gemarkungen Mügeln und Gommern, ID-Nr. 09229240) – von ortsgeschichtlicher, stadtbildprägender, wirtschaftsgeschichtlicher und technikgeschichtlicher Bedeutung. Mühlgraben teilweise oberirdisch, teilweise unterirdisch verlaufend, Zulauf des Mühlgrabens an der Müglitz und Wehr am Überlauf zur Müglitz, auf Dohnaer Flur unsaniert, auf Heidenauer Flur saniert, Gesamtstrecke von 3,6 km (Heidenau 2 km, Dohna 1,6 km), vor ca. 500 Jahren zum Betreiben der Schneid-, Mahl- und Ölmühlen angelegt, bis in die 1960er Jahre Mühlgraben in seiner gesamten Länge in Betrieb. | 09224911 |
| Direkt Bild zu diesem Denkmal hochladen | Fabrikantenvilla | Altenberger Straße 4 (Karte)              | um 1905                          | innerhalb des Betriebsgeländes, baugeschichtlich von Bedeutung. | 09221536 |
| Weitere Bilder                          | Marienkirche Dohna | Am Markt (Karte)                          | bez. 1489 (Kirche)               | Kirche, ehemaliger Kirchhof, Einfriedungsmauer, Treppenanlage, Kriegerdenkmal für die Gefallenen des Ersten Weltkrieges und drei Grabmale – ortsgeschichtlich und baugeschichtlich von Bedeutung. Evangelische Stadtpfarrkirche (spätgotische Hallenkirche), Kriegerdenkmal mit Reliefszenen Grabmale: biedermeierliches Säulengrabmal mit Blattgehänge, oberer Teil verloren, Grabmal mit Ädikulaarchitektur, stark angewittert, Grabmal mit Kreuz. | 09221501 |
|                                         | Fleischerbrunnen | Am Markt (Karte)                          | 1911                             | Figurenbrunnen – künstlerisch und platzbildprägend von Bedeutung. Mann auf Sockel, mit Stierköpfen, von Alexander Höfer. | 09220713 |
| Weitere Bilder                          | Postmeilensäule | Am Markt (Karte)                          | bez. 1731                        | Kopie der Distanzsäule, verkehrsgeschichtlich von Bedeutung. Sandstein, verschiedene Inschriften zu Entfernungen, Obelisk auf Postament (mit Wappen und Krone). Denkmaltext: Kopie der Kursächsischen Distanzsäule bezeichnet 1731, aus Sandstein steht an dominanter Stelle auf dem Marktplatz. Sie ist ein in der typischen Form mit Entfernungsangaben beschrifteter Obelisk auf hohem Sockel, mit je zwei polnischen und Kurwappen sowie „AR“-Monogramm und Posthornzeichen. Sie markiert den Beginn des Anstieges der Alten Dresden–Teplitzer Poststraße hin zu den Passhöhen im Osterzgebirge und stand ursprünglich an der Leschestraße. 1910, 1954 und 1960 wurde die Säule restauriert. | 09221502 |
|                                         | Altes Rathaus, Ratskeller | Am Markt 1 (Karte)                        | Mitte 16. Jh.                    | Wohnhaus in Ecklage mit Arkaden, Sitznischenportal und Eckfigur, Teil der Marktplatzbebauung, baugeschichtlich, platzbildprägend und ortsgeschichtlich von Bedeutung. Eckfigur: Ritter, genannt Burggraf Jeschke, Entwurf: Carl Bauch. | 09221490 |
|                                         | Wohnhaus (mit Apotheke) in geschlossener Bebauung, mit Hinterhaus                                                                                                 | Am Markt 2 (Karte)                        | bez. 1696, später überformt      | Teil der Marktplatzbebauung, baugeschichtlich und platzbildprägend von Bedeutung. Apotheke gegründet 1696 lt. Inschrift. | 09221491 |
|                                         | Wohnhaus in geschlossener Bebauung | Am Markt 3 (Karte)                        | 18. Jh.                          | Teil der Marktplatzbebauung, baugeschichtlich und platzbildprägend von Bedeutung. | 09221492 |
|                                         | Wohnhaus in geschlossener Bebauung und Hinterhaus | Am Markt 4 (Karte)                        | bez. 1815                        | ehemaliges Ackerbürgerhaus mit Tordurchfahrt, Teil der Marktplatzbebauung, Hinterhaus mit Holzgalerie, baugeschichtlich und platzbildprägend von Bedeutung. Inschrifttafel an der Fassade: „Durch Russen- und Franzosendonner ward diese Stadt hier angezündt. Ein jedes Herz war da voll Kummer, da weinte auch das kleinste Kind. Als man keine Rettung sah, war Gott mit seiner Hilfe da. Erbaut 1815. Carl Gottlieb Schubert“. | 09221493 |
|                                         | Wohnhaus in halboffener Bebauung, zwei Nebengebäude und Einfriedungsmauer mit Torbogen                                                                            | Am Markt 5 (Karte)                        | bez. 1821                        | ehemaliges Ackerbürgerhaus, Teil der Marktplatzbebauung, baugeschichtlich und stadtentwicklungsgeschichtlich von Bedeutung. Inschrifttafel: „GOTT MIT UNS/C.B.GOTTSCHALCK/1821“. | 09221494 |
|                                         | Wohnhaus in ehemals geschlossener Bebauung und angebautes Nebengebäude                                                                                            | Am Markt 6 (Karte)                        | bez. 1816                        | ehemaliges Ackerbürgerhaus mit Tordurchfahrt, Teil der Marktplatzbebauung, Hinterhaus mit Holzgalerie, baugeschichtlich und platzbildprägend von Bedeutung. Wohnhaus bezeichnet am Portalschlussstein: „No. 96/C.F.R./1816 / Carl Friedrich Rentzsch“ Inschrifttafel am Rückgebäude (Scheune) im Hof: „Mein lieber Leser, denk nach, wie traurig war doch dieser Tag, als diese Stadt durch Feindes Wut gesetzt ward in Feuersglut. Sie fing an, alles zu verzehren, kein Mensch dem Feuer konnte wehren. Als die Not am größten war, war doch die Hilfe Gottes da. Erbaut da 1815 von Carl Friedrich Rentzsch.“ – Die ehemals als Denkmal dazugehörige Scheune (bezeichnet 1815) ist teilweise abgebrochen (Dachstuhl fehlt).                                                                          | 09221495 |
|                                         | Wohnhaus in geschlossener Bebauung | Am Markt 7 (Karte)                        | um 1820                          | ehemaliges Ackerbürgerhaus mit Tordurchfahrt, Teil der Marktplatzbebauung, baugeschichtlich und platzbildprägend von Bedeutung. Das ehemals auch als Denkmal erfasste Rückgebäude (Scheune) ist teilweise abgebrochen (Dachstuhl fehlt), in der Scheunenwand befand sich ein eingemauerter Schlussstein bezeichnet „J.G.H. No.47 1787“ (nach Woyack: Johann Gottfried Heydenreich). | 09221496 |
|                                         | Wohnhaus in geschlossener Bebauung und Nebengebäude | Am Markt 8 (Karte)                        | bez. 1824                        | ehemaliges Ackerbürgerhaus mit Tordurchfahrt, Teil der Marktplatzbebauung, Nebengebäude Fachwerkhaus mit Holzgalerie, baugeschichtlich und platzbildprägend von Bedeutung. Die ehemals auch als Denkmal dazugehörige Scheune wurde teilweise abgebrochen (Dachstuhl). Wohnhaus bezeichnet 1824 (Schlussstein Portal). | 09221497 |
|                                         | Wohnhaus in geschlossener Bebauung | Am Markt 9 (Karte)                        | bez. 1815                        | ehemaliges Ackerbürgerhaus mit Tordurchfahrt, Teil der Marktplatzbebauung, baugeschichtlich und platzbildprägend von Bedeutung. Bezeichnet 1815 (Schlussstein Portal), bezeichnet „M.H.vS. 1815 No49“ (nach Woyack: Moritz Haubold von Schönberg), ehem. Freigut Fleck (dazu die Nr. 10). | 09221498 |
|                                         | Wohnhaus in geschlossener Bebauung (ehem. Freigut) | Am Markt 10 (Karte)                       | um 1800, im Kern älter           | ehemaliges Ackerbürgerhaus mit Tordurchfahrt, Teil der Marktplatzbebauung, Besitzer des Hauses war bis 1549 Clemens von Bora, Schwager des Reformators Martin Luther, baugeschichtlich und ortsgeschichtlich von Bedeutung. Inschrift an der Fassade: „Besitzer dieses Freigutes waren 1549–1549 Clemens von Bora, D.M. Luthers Schwager und sein Sohn Siegmund. Mitbesitzer 1573–1593 Dr. Paul Luther, Kurfürstlich-Sächsischer Leibarzt, Sohn D.M. Luthers“, ursprünglich drei Nebengebäude im Hof, Hintergebäude leider alle in bedauernswürdigem Zustand und vor 2012 abgebrochen. | 09221499 |
|                                         | Rathaus | Am Markt 11 (Karte)                       | um 1850                          | Teil der Marktplatzbebauung, baugeschichtlich und ortsgeschichtlich von Bedeutung, restauriert 1991/1992 | 09221500 |
|                                         | Wohnhaus in geschlossener Bebauung | Am Markt 14 (Karte)                       | Mitte 19. Jh.                    | ehemaliges Ackerbürgerhaus mit Tordurchfahrt, Teil der Marktplatzbebauung, baugeschichtlich und städtebaulich von Bedeutung. | 09221487 |
|                                         | Wohnhaus in halboffener Bebauung und Hinterhaus, im Winkel angebaut                                                                                               | Am Markt 15 (Karte)                       | bez. 1826                        | ehemaliges Ackerbürgerhaus mit Tordurchfahrt, Teil der Marktplatzbebauung, baugeschichtlich und städtebaulich von Bedeutung. Bezeichnet 1826 (Schlussstein Portal), bezeichnet „C.T.S. 1826“ (Carl Traugott Schumann), später um ein Geschoss erhöht. | 09221488 |
|                                         | Wohnhaus (Nr. 16) in offener Bebauung, Hinterhaus (Nr. 16a), Scheune und seitliche Hofmauer mit Torbogen und Pforte                                               | Am Markt 16; 16a (Karte)                  | 1947                             | ehemaliges Ackerbürgergehöft, Wohnhaus mit Stufengiebel zum Markt, Teil der Marktplatzbebauung, baugeschichtlich und städtebaulich von Bedeutung. | 09222755 |
|                                         | Ehem. Hospital, jetzt Wohnhaus | Am Markt 17 (Karte)                       | 1609 Dendro                      | Wohnhaus in halboffener Bebauung, Scheune und Toreinfahrt – Teil der Marktplatzbebauung, baugeschichtlich und ortsgeschichtlich von Bedeutung. | 09221489 |
|                                         | Postamt | Am Mühlweg 1 (Karte)                      | 1920er Jahre                     | Mietshaus (mit Laden und Post) in Ecklage, bildet bauliche Einheit mit Dresdner Straße 9 – markanter Putzbau mit Krüppelwalmdach, im traditionalistischen Stil der 1920er Jahre, ortsgeschichtlich und städtebaulich von Bedeutung. | 09221462 |
|                                         | Wohnhaus in halboffener Bebauung | Am Plan 1 (Karte)                         | um 1870                          | mit Laden, baugeschichtlich und städtebaulich von Bedeutung. | 09221464 |
| Direkt Bild zu diesem Denkmal hochladen | Wohnhaus in offener Bebauung | Am Robisch 2 (Karte)                      | 1890er Jahre                     | baugeschichtlich und straßenbildprägend von Bedeutung, Klinkerbau. | 09221461 |
|                                         | Wohnhaus in Ecklage, baulich verbunden mit Burgstraße 10a | Antonstraße 1 (Karte)                     | Ende 18. Jh.                     | ehemaliges Ackerbürgerhaus, baugeschichtlich und städtebaulich von Bedeutung. | 09221527 |
|                                         | Wohnhaus in halboffener Bebauung, seitlicher Torbogen als Hofzufahrt und zwei Hinterhäuser                                                                        | Antonstraße 3 (Karte)                     | Anfang 19. Jh., später verändert | ehemaliges Ackerbürgerhaus, baugeschichtlich von Bedeutung, mit späterem Ladeneinbau. | 09221528 |
|                                         | Wohnhaus in geschlossener Bebauung | Antonstraße 5 (Karte)                     | bez. 1810                        | baugeschichtlich und städtebaulich von Bedeutung, im Portalschlussstein bezeichnet. | 09221529 |
|                                         | Wohnhaus in halboffener Bebauung | Antonstraße 6 (Karte)                     | um 1800                          | baugeschichtlich und städtebaulich von Bedeutung. | 09221530 |
|                                         | Wohnhaus in offener Bebauung | Antonstraße 7 (Karte)                     | um 1850                          | baugeschichtlich von Bedeutung. | 09221531 |
|                                         | Wohnhaus in offener Bebauung | Antonstraße 9 (Karte)                     | bez. 1792                        | baugeschichtlich und straßenbildprägend von Bedeutung, im Portalschlussstein bezeichnet. | 09221532 |
|                                         | Denkmal für die Gefallenen des Ersten Weltkrieges | Antonstraße 9a (bei) (Karte)              | nach 1918 (Kriegerdenkmal)       | drei Sandsteinquader auf Podest, ortsgeschichtlich von Bedeutung. Treppe zum Denkmal vermauert, errichtet von der Feuerwehr Dohna. | 09222750 |
|                                         | Wohnhaus in halboffener Bebauung | Antonstraße 17 (Karte)                    | um 1750                          | baugeschichtlich von Bedeutung. | 09221538 |
|                                         | Wohnhaus in geschlossener Bebauung | Antonstraße 18 (Karte)                    | bez. 1799                        | baugeschichtlich und städtebaulich von Bedeutung, im Portalschlussstein bezeichnet. | 09221539 |
|                                         | Wohnhaus in geschlossener Bebauung und Hinterhaus, bildet ein Grundstück mit Leschestraße 5                                                                       | Antonstraße 19 (Karte)                    | um 1800                          | Putzbau mit Tordurchfahrt, baugeschichtlich von Bedeutung. | 09221540 |
|                                         | Wohnhaus in Ecklage | Antonstraße 20 (Karte)                    | bez. 1778                        | schlichter Putzbau mit Tordurchfahrt, baugeschichtlich und städtebaulich von Bedeutung, im Portalschlussstein bezeichnet, saniert (originalgetreuer Fensternachbau). | 09221541 |
|                                         | Wohnhaus in halboffener Bebauung | Antonstraße 22 (Karte)                    | bez. 1830                        | baugeschichtlich von Bedeutung. Portalschlussstein bezeichnet. | 09221542 |
|                                         | Wohnhaus in halboffener Bebauung | Antonstraße 23 (Karte)                    |                                  | Wohnhaus in halboffener Bebauung; baugeschichtlich von Bedeutung. | 09221543 |
|                                         | Ehemalige Großscheune (umgebaut als Wohnhaus) | Antonstraße 24 (Karte)                    | 19. Jh., Kernbau älter           | baugeschichtlich und wirtschaftsgeschichtlich von Bedeutung. | 09222654 |
|                                         | Wohnhaus in halboffener Bebauung | Antonstraße 25 (Karte)                    | Anfang 19. Jh.                   | baugeschichtlich und straßenbildprägend von Bedeutung. | 09221544 |
|                                         | Wohnhaus in halboffener Bebauung | Antonstraße 26 (Karte)                    | um 1800                          | Putzbau mit Ladeneinbau und klassizistischem Portal, baugeschichtlich und städtebaulich von Bedeutung, verändert. | 09221545 |
|                                         | Wohnhaus in Ecklage | Antonstraße 27 (Karte)                    | 1890er Jahre                     | baugeschichtlich von Bedeutung. | 09221513 |
|                                         | Wohnhaus in offener Bebauung | Antonstraße 28 (Karte)                    | 1880er Jahre                     | baugeschichtlich von Bedeutung. | 09221512 |
|                                         | Sachgesamtheit Friedhofskapelle und Friedhof Dohna mit den Einzeldenkmalen: Friedhofsverwaltung, Kapelle sowie Friedhof und Nebengebäude als Sachgesamtheitsteile | Burgstraße (Karte)                        | 19. Jh.                          | Sachgesamtheit Friedhofskapelle und Friedhof Dohna, mit folgenden Einzeldenkmalen: Friedhofsverwaltung (Burgstraße 26, siehe ID-Nr. 09221515), Kapelle, vier Grabmale und OdF-Denkmal (Burgstraße, siehe ID-Nr. 09222749), Friedhofsgestaltung mit Lindenallee (Gartendenkmal) sowie Friedhof, Nebengebäude, drei Friedhofstore und Einfriedungsmauer mit Treppe als Sachgesamtheitsteile – baugeschichtlich und ortsgeschichtlich von Bedeutung. | 09301933 |
|                                         | Friedhofskapelle und vier Grabmale (Einzeldenkmale zu ID-Nr. 09301933)                                                                                            | Burgstraße (Karte)                        | um 1900 (Friedhofskapelle)       | Einzeldenkmale der Sachgesamtheit Friedhofskapelle und Friedhof Dohna: Kapelle, vier Grabmale und OdF-Denkmal – baugeschichtlich und ortsgeschichtlich von Bedeutung. Neugotische Kapelle auf quadratischem Grundriss, mit vorgezogenem Portal und vier Grabmale auf dem Friedhof: - Grabmal Familie Paul Hugo Lindemann (1864–1920) und Einfriedung, - Grabmal Christian Günther, Säulenarchitektur mit Efeurelief, um 1900, - Grabmal Anna Amalie Kahn, Ädikula mit Säulenaufbau, Efeuranken an den Säulen, über dem Gebälk Relief einer lagernden Trauernden, um 1900, - Grabmal Christiane Friederike Künzelmann, gest. 1861, monumentaler Aufbau mit Figurennische. | 09222749 |
|                                         | Wohnhaus in halboffener Bebauung | Burgstraße 1 (Karte)                      | bez. 1914                        | baugeschichtlich von Bedeutung. Inschrift: „In dem Hause, welches 1914 durch diesen Neubau ersetzt werden musste, wohnte während der zwischen Franzosen und Russen in und um Dohna stattfindenden Gefechte Napoleon I. vom 8. bis 9. September 1813“. | 09222751 |
|                                         | Wohnhaus in geschlossener Bebauung | Burgstraße 4 (Karte)                      | um 1800                          | schmales Gebäude mit Mansarddach, baugeschichtlich und städtebaulich von Bedeutung. | 09222657 |
|                                         | Wohnhaus in halboffener Bebauung (ohne Anbau) mit seitlichem Torbogen                                                                                             | Burgstraße 5 (Karte)                      | Kern wohl 17. Jh.                | Strukturbestandteil des Ortskerns, innen Renaissance-Gewände, baugeschichtlich und straßenbildprägend von Bedeutung. Zweigeschossig, massiv, Satteldach, kleiner Ladeneinbau im Erdgeschoss, Sandsteingewände, Gewölbe. | 09223781 |
|                                         | Wohnhaus in geschlossener Bebauung | Burgstraße 6 (Karte)                      | 1. Hälfte 19. Jh.                | langgestrecktes Wohnhaus, baugeschichtlich von Bedeutung. | 09222656 |
|                                         | Wohnhaus in halboffener Bebauung | Burgstraße 7 (Karte)                      | bez. 1809                        | baugeschichtlich und städtebaulich von Bedeutung, im Portalschlussstein bezeichnet. | 09221549 |
|                                         | Wohnhaus in halboffener Bebauung | Burgstraße 8 (Karte)                      | 1. Hälfte 19. Jh.                | baugeschichtlich von Bedeutung, entstellender Ladeneinbau. | 09222655 |
|                                         | Wohnhaus in geschlossener Bebauung | Burgstraße 9 (Karte)                      | 1. Hälfte 19. Jh.                | baugeschichtlich von Bedeutung. | 09221548 |
|                                         | Wohnhaus in Ecklage | Burgstraße 10 (Karte)                     | bez. 1810, Kern wohl älter       | schlichter Putzbau mit Segmentbogenportal, baugeschichtlich und straßenbildprägend von Bedeutung, mit Ladeneinbau, im Portalschlussstein bezeichnet. | 09221546 |
|                                         | Wohnhaus in geschlossener Bebauung, baulich verbunden mit Antonstraße 1                                                                                           | Burgstraße 10a (Karte)                    | bez. 1936                        | städtebaulich von Bedeutung, im Portalschlussstein bezeichnet. | 09221524 |
| Direkt Bild zu diesem Denkmal hochladen | Wohnhaus in geschlossener Bebauung | Burgstraße 11 (Karte)                     | 1. Hälfte 19. Jh.                | baugeschichtlich von Bedeutung. | 09221547 |
|                                         | Wohnhaus in halboffener Bebauung | Burgstraße 12a (Karte)                    | um 1930                          | heute Zentralbibliothek, städtebaulich von Bedeutung. | 09221523 |
|                                         | Gasthof „Goldner Hirsch“, jetzt Wohnhaus | Burgstraße 13 (Karte)                     | bez. 1813                        | Wohnhaus in Ecklage, ehemaliger Gasthof – schlichter Putzbau mit Tordurchfahrt, baugeschichtlich und straßenbildprägend von Bedeutung, als Kindergarten bzw. Kinderhort genutzt. | 09221526 |
|                                         | Schule mit Turnhalle | Burgstraße 15 (Karte)                     | bez. 1903–1908                   | hinteres Schulgebäude mit Uhrenturm, ortsgeschichtlich von Bedeutung. Schule im Portalschlussstein bezeichnet, gute Fassadengliederung mit Pilastern und hohen Rundbogenfenstern, Mansarddach. | 09221525 |
|                                         | Wohnhaus in offener Bebauung | Burgstraße 16 (Karte)                     | bez. 1815                        | baugeschichtlich und städtebaulich von Bedeutung, im Portalschlussstein bezeichnet. | 09221522 |
|                                         | Mietshaus in offener Bebauung | Burgstraße 17 (Karte)                     | bez. 1935                        | baugeschichtlich und städtebaulich von Bedeutung. | 09221521 |
|                                         | Wohnhaus in offener Bebauung | Burgstraße 18 (Karte)                     | bez. 1791                        | baugeschichtlich und städtebaulich von Bedeutung, im Portalschlussstein bezeichnet. | 09221520 |
|                                         | Wohnhaus in halboffener Bebauung | Burgstraße 20 (Karte)                     | 1. Viertel 19. Jh.               | baugeschichtlich und städtebaulich von Bedeutung. | 09221519 |
|                                         | Wohnhaus in geschlossener Bebauung | Burgstraße 22 (Karte)                     | bez. 1812                        | baugeschichtlich und städtebaulich von Bedeutung, im Portalschlussstein bezeichnet. | 09221518 |
|                                         | Wohnhaus in halboffener Bebauung | Burgstraße 24 (Karte)                     | um 1800                          | baugeschichtlich und städtebaulich von Bedeutung. | 09221517 |
|                                         | Friedhofsverwaltung (Einzeldenkmal zu ID-Nr. 09301933) | Burgstraße 26 (Karte)                     | bez. 1901                        | Einzeldenkmal der Sachgesamtheit Friedhofskapelle und Friedhof Dohna: Friedhofsverwaltung – baugeschichtlich von Bedeutung, im Türsturz bezeichnet. | 09221515 |
|                                         | Johanniter-Krankenhaus Heidenau/Dohna | Burgstraße 77; 79 (Karte)                 | 1902                             | Krankenhausgebäude (Nr. 79) mit Uhrentürmchen, Villa (Nr. 77), Nebengebäude, Einfriedung und Krankenhausgarten – baugeschichtlich und ortsgeschichtlich von Bedeutung. | 09221514 |
|                                         | Wohnhaus in offener Bebauung | Dippoldiswalder Straße 4 (Karte)          | um 1850                          | ländliches Wohnhaus, baugeschichtlich und straßenbildprägend von Bedeutung. | 09221475 |
|                                         | Wohnhaus in offener Bebauung | Dippoldiswalder Straße 5 (Karte)          | 1. Hälfte 18. Jh.                | ländliches Wohnhaus, Obergeschoss Fachwerk verputzt, baugeschichtlich von Bedeutung. Dachstuhl bezeichnet 1763. | 09221474 |
|                                         | Wohnhaus in offener Bebauung | Dippoldiswalder Straße 6 (Karte)          | 1732 lt. Auskunft                | ländliches Wohnhaus, baugeschichtlich von Bedeutung, saniert, unterer Teil mit Betonschalung gestützt. | 09221473 |
|                                         | Wohnhaus in offener Bebauung | Dippoldiswalder Straße 7 (Karte)          | bez. 1754                        | ländliches Wohnhaus, Obergeschoss Fachwerk, baugeschichtlich von Bedeutung, im Portalschlussstein bezeichnet. | 09221472 |
|                                         | Wohnhaus in offener Bebauung | Dippoldiswalder Straße 10 (Karte)         | bez. 1802                        | Putzbau mit Segmentbogenportal und Mansarddach, baugeschichtlich und straßenbildprägend von Bedeutung, im Portalschlussstein bezeichnet. | 09221471 |
|                                         | Wohnhaus (ehemals mit Gaststätte) in offener Bebauung | Dippoldiswalder Straße 11 (Karte)         | um 1850                          | ländliches Wohnhaus, baugeschichtlich von Bedeutung. Einfacher Längsbau mit Krüppelwalmdach. | 09222753 |
|                                         | Schlossmühle Dohna | Dippoldiswalder Straße 13; 13a (Karte)    | 3. Viertel 19. Jh.               | Mühlengebäude – ortsgeschichtlich und wirtschaftsgeschichtlich von Bedeutung, großer Längsbau mit Putzquaderungen, saniert. | 09221470 |
| Direkt Bild zu diesem Denkmal hochladen | Wohnhaus in halboffener Bebauung | Dippoldiswalder Straße 16 (Karte)         | Ende 18. Jh.                     | baugeschichtlich und städtebaulich von Bedeutung. | 09222754 |
|                                         | Wohnhaus (zwei Hausteile) in halboffener Bebauung | Dippoldiswalder Straße 17 (Karte)         | bez. 1747                        | Obergeschoss Fachwerk, verputzt, baugeschichtlich von Bedeutung, im Portalschlussstein bezeichnet 1747. | 09221476 |
|                                         | Wohnhaus in halboffener Bebauung | Dippoldiswalder Straße 21 (Karte)         | bez. 1735                        | baugeschichtlich und städtebaulich von Bedeutung, im Portalschlussstein bezeichnet. | 09221483 |
|                                         | Wohnhaus in geschlossener Bebauung | Dippoldiswalder Straße 22 (Karte)         | 2. Hälfte 19. Jh.                | Fachwerkbau, baugeschichtlich und ortsgeschichtlich von Bedeutung, gekuppelte Rundbogenfenster im Giebel. | 09222757 |
|                                         | Wohnhaus in halboffener Bebauung | Dippoldiswalder Straße 23 (Karte)         | 18. Jh. Kernbau                  | Obergeschoss Fachwerk, verputzt, baugeschichtlich und straßenbildprägend von Bedeutung. | 09221485 |
|                                         | OdF-Denkmal | Dresdner Straße (Karte)                   | nach 1945 (OdF-Denkmal)          | Schale auf Postament, ortsgeschichtlich von Bedeutung. Sandstein, Standort bis 12/2000: Am Markt. | 09222653 |
|                                         | Wohnhaus in offener Bebauung | Dresdner Straße 1 (Karte)                 | bez. 1830                        | Putzbau mit interessant gestaltetem Türportal, baugeschichtlich und städtebaulich von Bedeutung. | 09221503 |
|                                         | Wohnhaus in halboffener Bebauung | Dresdner Straße 3 (Karte)                 | um 1850                          | baugeschichtlich und städtebaulich von Bedeutung. | 09221504 |
|                                         | Wohnhaus in halboffener Bebauung | Dresdner Straße 6 (Karte)                 | um 1850                          | baugeschichtlich von Bedeutung. | 09221509 |
|                                         | Postamt | Dresdner Straße 9 (Karte)                 | 1920er Jahre                     | Mietshaus (mit Laden und Post) in Ecklage, bildet bauliche Einheit mit Am Mühlweg 1 – markanter Putzbau mit Krüppelwalmdach, im traditionalistischen Stil der 1920er Jahre, ortsgeschichtlich und städtebaulich von Bedeutung. | 09221463 |
|                                         | Wohnhaus in offener Bebauung | Dresdner Straße 10 (Karte)                | um 1900                          | kleines ländliches Wohnhaus, am Giebel Anklängen an den Schweizer Stil, baugeschichtlich von Bedeutung. | 09221510 |
|                                         | Wohnhaus in offener Bebauung | Dresdner Straße 14 (Karte)                | Anfang 19. Jh.                   | ländliches Wohnhaus, baugeschichtlich von Bedeutung. | 09221506 |
|                                         | Wohnhauszeile (mit fünf Eingängen) | Georgstraße 6 (Karte)                     |                                  | Wohnhauszeile (mit fünf Eingängen, Pestalozzistraße 2-8 und Georgstraße 6); im traditionalistischen Stil der 1920er Jahre, Kopfbauten eingerückt, städtebaulich von Bedeutung. | 09221466 |
| Direkt Bild zu diesem Denkmal hochladen | Doppelmietshaus in offener Bebauung | Karl-Marx-Straße 54; 56 (Karte)           | um 1905                          | baugeschichtlich von Bedeutung. | 09221453 |
|                                         | Wohnhaus in halboffener Bebauung | Leschestraße 1 (Karte)                    | 1. Hälfte 19. Jh.                | baugeschichtlich von Bedeutung, unbewohnt, ruinös. | 09221550 |
|                                         | Wohnhaus in halboffener Bebauung | Leschestraße 3 (Karte)                    | 1. Hälfte 19. Jh.                | Putzbau mit vermauertem barockem Portal, baugeschichtlich und städtebaulich von Bedeutung. | 09221551 |
|                                         | Wohnhaus in offener Bebauung und Nebengebäude | Leschestraße 4 (Karte)                    | bez. 1864                        | Putzbau mit Mansarddach, baugeschichtlich und straßenbildprägend von Bedeutung, bezeichnet 1864 (Fassade). | 09221552 |
|                                         | Wohnhaus in halboffener Bebauung, bildet ein Grundstück mit Antonstraße 19                                                                                        | Leschestraße 5 (Karte)                    | bez. 1791                        | baugeschichtlich und städtebaulich von Bedeutung. Portalschlussstein bezeichnet. | 09221553 |
|                                         | Wohnhaus in halboffener Bebauung und Scheune | Leschestraße 6 (Karte)                    | bez. 1817                        | baugeschichtlich und wirtschaftsgeschichtlich von Bedeutung. Wohnhaus im Portalschlussstein bezeichnet. | 09221554 |
|                                         | Wohnhaus in geschlossener Bebauung | Leschestraße 7 (Karte)                    | bez. 1846                        | baugeschichtlich und städtebaulich von Bedeutung. Portalschlussstein bezeichnet. | 09221555 |
|                                         | Wohnhaus ehemals in geschlossener Bebauung und drei Nebengebäude im Hof                                                                                           | Leschestraße 8 (Karte)                    | bez. 1818                        | ehemaliges Ackerbürgerhaus, baugeschichtlich und wirtschaftsgeschichtlich von Bedeutung. Wohnhaus an der Fassade bezeichnet 1818, rechtes Rückgebäude mit Gewölben, das linke ehem. Scheune. | 09221556 |
|                                         | Wohnhaus in offener Bebauung | Müglitztalstraße 2 (Karte)                | bez. 1899                        | baugeschichtlich von Bedeutung, bezeichnet an der Rückseite. | 09221469 |
|                                         | Wohnhaus in offener Bebauung | Müglitztalstraße 23 (Karte)               | um 1900                          | baugeschichtlich und straßenbildprägend von Bedeutung. Nebengebäude abgebrochen. | 09221458 |
| Weitere Bilder                          | Bahnhofsgebäude mit Anbauten und Güterschuppen (Einzeldenkmal zu ID-Nr. 09302460)                                                                                 | Müglitztalstraße 29 (Karte)               | 1940                             | Einzeldenkmal der Sachgesamtheit Müglitztalbahn, Teilabschnitt Dohna, OT Dohna: Bahnhofsgebäude mit Anbauten und Güterschuppen (Sachgesamtheitsliste, OT Dohna ID-Nr. 09302460) – eisenbahngeschichtlich, ortsgeschichtlich und verkehrsgeschichtlich von Bedeutung. | 09302465 |
| Weitere Bilder                          | Anschlussstellwerk BHG Dohna (Einzeldenkmal zu ID-Nr. 09302460)                                                                                                   | Müglitztalstraße 29 (bei) (Karte)         | 1938–? (Anschlussstellwerk)      | Einzeldenkmal der Sachgesamtheit Müglitztalbahn, Teilabschnitt Dohna, OT Dohna: Anschlussstellwerk BHG Dohna (Sachgesamtheitsliste, OT Dohna ID-Nr. 09302460) – eisenbahngeschichtlich und verkehrsgeschichtlich von Bedeutung. | 09302466 |
|                                         | Eisenbahnbrücke Sürßener Weg (Einzeldenkmal zu ID-Nr. 09302460)                                                                                                   | Müglitztalstraße (Karte)                  | 1940                             | Einzeldenkmal der Sachgesamtheit Müglitztalbahn, Teilabschnitt Dohna, OT Gamig: Eisenbahnbrücke Sürßener Weg – eisenbahngeschichtlich und verkehrsgeschichtlich von Bedeutung. | 09302467 |
|                                         | Wohnhaus in offener Bebauung und Garten | Müglitztalstraße 35 (Karte)               | 1920er Jahre                     | villenartiges Wohnhaus, ehemals zur benachbarten Fabrik gehörig, baugeschichtlich von Bedeutung. | 09221456 |
| Direkt Bild zu diesem Denkmal hochladen | Druckguss Heidenau, Verwaltungsgebäude | Müglitztalstraße 43 (Karte)               | 1920er Jahre                     | Verwaltungsgebäude – baugeschichtlich und ortsgeschichtlich von Bedeutung, frei stehender Putzbau. | 09221455 |
| Direkt Bild zu diesem Denkmal hochladen | Villa mit Villengarten, Bodenrelief und Lindenallee | Müglitztalstraße 81 (Karte)               | 1911 lt. Auskunft                | baugeschichtlich und gartenkünstlerisch von Bedeutung. - Bauliche Schutzgüter: Gebäude: Villa. Einfriedung: südliche Grundstücksseite mit Holzlattenzaun mit senkrechten Holzlatten sowie Ober- und Untergurt, Zaunsäulen aus Beton (nur diese Seite original). Erschließung: Zugänge: Einflügeliges Holztor von der Südseite. Wegesystem: vorhanden, Dammweg in Mittelachse der Villa, davor Rondell. - Vegetation: Alleen und Baumreihen: gegenständige Lindenallee entlang Dammweg (2011/12 gekappt), Hecken und Sträucher: Rhododendren und Ziersträucher. - Sonstige Schutzgüter: Bodenrelief: Dammweg mit nebenliegenden, abgesenkten Rastenpartien. | 09221454 |
|                                         | Wohnhaus in Ecklage und offener Bebauung | Müglitztalstraße 93 (Karte)               | um 1900                          | Gründerzeitgebäude mit Erker und Giebel, baugeschichtlich von Bedeutung. | 09221452 |
|                                         | Wohnhauszeile (mit fünf Eingängen, Pestalozzistraße 2–8 und Georgstraße 6)                                                                                        | Pestalozzistraße 2; 4; 6; 8 (Karte)       |                                  | Wohnhauszeile (mit fünf Eingängen, Pestalozzistraße 2-8 und Georgstraße 6); im traditionalistischen Stil der 1920er Jahre, Kopfbauten eingerückt, städtebaulich von Bedeutung. | 09221466 |
|                                         | Wohnhaus in halboffener Bebauung und in Ecklage | Pestalozzistraße 17 (Karte)               | um 1850                          | städtebaulich von Bedeutung. Schopfwalmdach. | 09222756 |
|                                         | Reliefplatte an einem Wohnhaus | Pestalozzistraße 19 (Karte)               | bez. 1764 (Wappen)               | ortsgeschichtlich von Bedeutung. | 09225915 |
|                                         | Pfarrhof mit Pfarrhaus (über U-förmigem Grundriss), Einfriedung und Torbogen                                                                                      | Pfarrstraße 1 (Karte)                     | bez. 1493, spätere Umbauten      | im Kern spätgotisches Bauwerk, baugeschichtlich, ortsgeschichtlich und straßenbildprägend von Bedeutung. Wappen an der Fassade bezeichnet, im Inneren spätgotische Tür. | 09221482 |
|                                         | Wohnhaus in offener Bebauung, Nebengebäude und Einfriedungsmauer                                                                                                  | Pfarrstraße 2 (Karte)                     | 18. Jh.                          | baugeschichtlich von Bedeutung. | 09221478 |
|                                         | Wohnhaus einschließlich Schuppengebäude | Pfarrstraße 3 (Karte)                     | vor 1550                         | ungewöhnlich alter Profanbau, baugeschichtlich und hausgeschichtlich von Bedeutung. Ursprüngliches Gebäude schmaler, mit außerhalb liegendem Keller, Obergeschoss und Wendelsteig entweder vor 1550 oder um 1700 hinzugekommen, hohes Walmdach, vorderer rechter Erdgeschossraum mit Kreuzgratgewölbe mit seitlichen Kappen, Schuppen um 1700, baugeschichtliche Untersuchungen empfehlenswert. | 09221664 |
| Weitere Bilder                          | Burg Dohna, Burgschänke | Pfarrstraße 6 (Karte)                     | Anlage mittelalterlich           | Ehemalige Burg Dohna: Burganlage mit Rundturm, Gaststättengebäude (Burgschänke) mit Saalanbau, Nebengebäude und Stützmauer – baugeschichtlich, landesgeschichtlich und ortsgeschichtlich von Bedeutung. | 09221800 |
|                                         | Wohnhaus in halboffener Bebauung | Pfarrstraße 8 (Karte)                     | 18. Jh.                          | baugeschichtlich und straßenbildprägend von Bedeutung. | 09221477 |
|                                         | Wohnhaus in offener Bebauung | Pfarrstraße 9 (Karte)                     | 18. Jh.                          | ländliches Wohnhaus, baugeschichtlich von Bedeutung. | 09221479 |
|                                         | Wohnhaus in offener Bebauung, ehemalige Schule | Pfarrstraße 11 (Karte)                    | um 1800                          | nachträglich bezeichnet durch Inschrift: »Ältestes Schulhaus bis 1575, 1935 erneuert«, baugeschichtlich und ortsgeschichtlich von Bedeutung. | 09221481 |
|                                         | Wohnhaus in offener Bebauung | Pfarrstraße 12 (Karte)                    | 18. Jh.                          | ländliches Wohnhaus, baugeschichtlich von Bedeutung. | 09221480 |
| Direkt Bild zu diesem Denkmal hochladen | Straßenüberführung Ploschwitzer Höhe (Einzeldenkmal zu ID-Nr. 09302460)                                                                                           | Ploschwitzer Höhe (Karte)                 | 1940                             | Einzeldenkmal der Sachgesamtheit Müglitztalbahn, Teilabschnitt Dohna, OT Dohna: Straßenüberführung Ploschwitzer Höhe – eisenbahngeschichtlich und verkehrsgeschichtlich von Bedeutung. | 09302469 |
|                                         | Postmeilensäule (Viertelmeilenstein) | Reppchenstraße (Karte)                    | bez. 1732                        | Kopie eines Viertelmeilensteins, verkehrsgeschichtlich von Bedeutung. Sandsteinblock mit dachförmiger Bekrönung, mit Posthornzeichen und Initialen AR, Reihennummer 7. Denkmaltext: Kopie eines Kursächsischen Viertelmeilensteins aus Sandstein mit verschiedenen Inschriften „A.R“, „1732“, dem Posthornzeichen und der Reihennummer gehörte zur Alten Dresden – Teplitzer Poststraße. Der Stein steht ca. 100 m von seinem ursprünglichen Standort entfernt. Nach 1910 wurde er ergänzt und neu aufgestellt. 1956 wurde der Stein restauriert. | 09221535 |
|                                         | Wohnhaus in offener Bebauung | Reppchenstraße 2 (Karte)                  | bez. 1813                        | baugeschichtlich und straßenbildprägend von Bedeutung. Portalschlussstein bezeichnet 1813, Nebengebäude vor 2012 abgebrochen. | 09221534 |

## Borthen
| Bild                                    | Bezeichnung | Lage                                       | Datierung                             | Beschreibung | ID       |
| --------------------------------------- | --- | ------------------------------------------ | ------------------------------------- | --- | -------- |
|                                         | Denkmalschutzgebiet Rundling Borthen | (Karte)                                    |                                       | | 09300012 |
| Direkt Bild zu diesem Denkmal hochladen | Wegestein | (Karte)                                    | 19. Jh.                               | verkehrsgeschichtlich von Bedeutung. Sandsteinerner Wegweiser mit profilierter Deckplatte. | 09229990 |
| Direkt Bild zu diesem Denkmal hochladen | Wegestein | (Karte)                                    | 19. Jh.                               | verkehrsgeschichtlich von Bedeutung. Sandsteinerner Wegweiser. | 09229989 |
| Direkt Bild zu diesem Denkmal hochladen | Wegestein | (Karte)                                    | 19. Jh.                               | verkehrsgeschichtlich von Bedeutung. Sandsteinerner Wegweiser. | 09229988 |
| Direkt Bild zu diesem Denkmal hochladen | Wegestein | (Karte)                                    | 19. Jh.                               | verkehrsgeschichtlich von Bedeutung. Sandsteinerner Wegweiser. | 09223902 |
|                                         | Wohnhaus (mit Schmiedewerkstatt) | Burgstädtler Straße 38a (Karte)            | bez. 1822                             | Putzbau mit zwei Korbbogenportalen, in der Fassade Bildnismedaillon mit Inschrifttafel und wappenbesetztes Pilasterpaar, baugeschichtlich und ortsgeschichtlich von Bedeutung. Eine Korbbogentür im Schlussstein bezeichnet 1822, teilsaniert (Dach). | 09224031 |
|                                         | Wohnstallhaus eines Dreiseithofes, mit anbauten | Burgstädtler Straße 49b (Karte)            | um 1830                               | Obergeschoss zum Teil Fachwerk verbrettert, sonst ortstypischer Putzbau mit Segmentbogenportal, Zwillingsfenster im Giebel, baugeschichtlich von Bedeutung, teilsaniert (Fenster). | 09224029 |
| Direkt Bild zu diesem Denkmal hochladen | Wohnstallhaus eines Bauernhofes | Burgstädtler Straße 59 (Karte)             | um 1800                               | baugeschichtlich von Bedeutung. Obergeschoss Fachwerk verputzt (?), saniert, originale Fenster. | 09224028 |
|                                         | Wohnstallhaus (ehemaliges Seitengebäude) und Scheune eines Bauernhofes, dazu zwei Torpfeiler und Pforte                                                                 | Dorfplatz 2 (Karte)                        | 2. Hälfte 19. Jh.                     | langgestrecktes Wohnstallhaus, Putzbau mit geraden Fensterverdachungen, baugeschichtlich von Bedeutung, teilsaniert (Fenster). | 09224018 |
|                                         | Wohnstallhaus eines Bauernhofes (ehemals Teil von Nr. 2) | Dorfplatz 3 (Karte)                        | 2. Hälfte 19. Jh.                     | ortstypischer Putzbau, Zwillingsfenster im Giebel, baugeschichtlich von Bedeutung. Scheune stark verändert, unsaniert. | 09224019 |
|                                         | Dreiseithof mit Wohnstallhaus, Scheune und Seitengebäude, dazu Hofmauer mit zwei Torpfeilern und Pforte                                                                 | Dorfplatz 5 (Karte)                        | bez. 1853                             | geschlossen erhaltene Hofanlage, stattliches Wohnstallhaus, Putzbau mit Zwillingsfenster und Okulus im Giebel, baugeschichtlich von Bedeutung. Wohnstallhaus bezeichnet 1853 (über der Tür), teilsaniert (Fenster). | 09224020 |
|                                         | Wohnhaus mit Einfriedung | Dorfplatz 7 (Karte)                        | bez. 1900                             | einfacher gründerzeitlicher Putzbau, Mittelrisalit mit Schweifgiebel, baugeschichtlich von Bedeutung, saniert. | 09224021 |
|                                         | Wohnstallhaus eines Bauernhofes, dazu Hofmauer mit Torbogen und Pforte                                                                                                  | Dorfplatz 8 (Karte)                        | Mitte 19. Jh.                         | kleiner Bauernhof, Putzbau mit Zwillingsfenster im Giebel, baugeschichtlich von Bedeutung, teilsaniert (teilw. noch originale Fenster, eine Wand erneuert). | 09224022 |
|                                         | Wohnstallhaus, Scheune und Seitengebäude eines Dreiseithofes | Dorfplatz 12 (Karte)                       | bez. 1836                             | geschlossen erhaltener Bauernhof, stattliche Gebäude, Putzbauten mit Zwillingsfenster im Giebel, baugeschichtlich von Bedeutung. Seitengebäude bezeichnet 1836 (über der Tür), Scheune stärker baulich verändert, Wohnstallhaus denkmalgerecht saniert. | 09224023 |
|                                         | Wohnstallhaus (mit zwei Hausnummern) eines ehemaligen Dreiseithofes, dazu Hofmauer mit Torbogen                                                                         | Dorfplatz 13; 13a (Karte)                  | Mitte 19. Jh.                         | Putzbau mit Zwillingsfenster im Giebel, baugeschichtlich von Bedeutung, unsaniert. | 09224024 |
|                                         | Wohnhaus | Dorfplatz 15 (Karte)                       | 1. Hälfte 19. Jh.                     | stattliches ländliches Wohnhaus, Obergeschoss Fachwerk, Seltenheitswert im Ort, baugeschichtlich von Bedeutung, unsaniert. | 09224025 |
|                                         | Wohnstallhaus eines Bauernhofes, dazu ein Torpfeiler der Hofzufahrt | Dorfplatz 16 (Karte)                       | Mitte 19. Jh.                         | Putzbau mit Zwillingsfenster im Giebel, baugeschichtlich von Bedeutung, unsaniert. | 09224026 |
|                                         | Sachgesamtheit Rittergut Borthen mit folgenden Einzeldenkmalen: Altes Schloss, Wohn- und Wirtschaftsgebäude, Pferdestall und Torhaus sowie Gartenpavillon oder Lusthaus | Kleinborthener Straße 4; 6; 10; 12 (Karte) | bez. 1543 (Herrenhaus, Altes Schloss) | Sachgesamtheit Rittergut Borthen mit folgenden Einzeldenkmalen: Altes Schloss (Nr. 12) und Neues Schloss (Nr. 10), Wohn- und Wirtschaftsgebäude (nördlich von Nr. 10), Pferdestall (südlich von Nr. 12) und Torhaus (zwischen Nr. 10 und Nr. 12) sowie Gartenpavillon oder Lusthaus (Nr. 6), weiterem Wohnhaus (Nr. 4, Alte Schäferei) und Einfriedungsmauern mit drei Toreinfahrten (Einzeldenkmalliste ID-Nr. 09224032), weiterhin mit folgendem Sachgesamtheitsteil: Löschteich sowie als Gartendenkmal der Gutspark – Altes Schloss landschaftstypischer, schlichter Renaissancebau mit steilem Satteldach, Neues Schloss im Kern schlichter Barockbau, die übrigen Bauten überwiegend 19. Jahrhundert, von ortsgeschichtlicher und baugeschichtlicher sowie landschaftsgestaltender Bedeutung. | 09302922 |
|                                         | Altes Schloss, Neues Schloss, Wohn- und Wirtschaftsgebäude (Einzeldenkmale zu ID-Nr. 09302922)                                                                          | Kleinborthener Straße 4; 6; 10; 12 (Karte) | bez. 1543 (Altes Schloss)             | Einzeldenkmale der Sachgesamtheit Rittergut Borthen: Altes Schloss (Nr. 12) und Neues Schloss (Nr. 10), Wohn- und Wirtschaftsgebäude (nördlich von Nr. 10), Pferdestall (südlich von Nr. 12) und Torhaus (zwischen Nr. 10 und Nr. 12) sowie Gartenpavillon oder Lusthaus (Nr. 6), weiterem Wohnhaus (Nr. 4, Alte Schäferei) und Einfriedungsmauern mit drei Toreinfahrten (Sachgesamtheitsliste ID-Nr. 09302922) – Altes Schloss landschaftstypischer, schlichter Renaissancebau mit steilem Satteldach, Neues Schloss im Kern schlichter Barockbau, die übrigen Bauten überwiegend 19. Jahrhundert, von ortsgeschichtlicher und baugeschichtlicher Bedeutung. | 09224032 |
| Direkt Bild zu diesem Denkmal hochladen | Rote Villa | Lockwitzgrund 66 (Karte)                   | um 1895                               | repräsentative Villa des ausgehenden 19. Jahrhunderts mit historisierender Klinker-Sandstein-Fassade und Zierfachwerk, belebt durch seitlichen Turm und offene Loggia, baugeschichtlich bedeutend. | 09226883 |

## Bosewitz
| Bild | Bezeichnung | Lage                       | Datierung            | Beschreibung | ID       |
| ---- | --- | -------------------------- | -------------------- | --- | -------- |
|      | Alte Schmiede                                                                                                   | Bosewitz 1 (Karte)         | 18. Jh.              | Wohnhaus, ehemalige Schmiede, ohne jüngeren Anbau – altertümlicher Putzbau mit abgeböschten Stützpfeilern, ortsgeschichtlich von Bedeutung. | 09223982 |
|      | Toranlage mit Torbogen                                                                                          | Bosewitz 5; 5a (Karte)     | 19. Jh.              | heimatgeschichtlich von Bedeutung. | 09223981 |
|      | Wohnhaus und daran angebaute Scheune eines ehemaligen Vierseithofes, womöglich ehemaliges Vorwerk               | Bosewitz 8 (Karte)         | vor 1800             | großer und exponiert liegender Bauernhof, weitgehend authentisch erhalten, baugeschichtlich und ortsgeschichtlich von Bedeutung. Seitengebäude (vor 2012 abgebrochenes Wohnstallhaus): massiv, mit Außenstreben, altes Krüppelwalmdach, desgleichen breite Scheune gegenüber, hintere Seite mit Durchfahrt, traufseitig zur Straße womöglich ehemaliges Verwalterhaus, eindeutig barocker Baukörper, baulich verändert. | 09293955 |
|      | Wohnhaus | Bosewitz 9 (Karte)         | Anfang 19. Jh.       | ländliches Wohnhaus, Obergeschoss Fachwerk verbrettert, Korbbogentür mit Schlussstein, baugeschichtlich von Bedeutung, Tür geschlossen. | 09223983 |
|      | Dreiseithof mit Wohnstallhaus, Scheune und Seitengebäude, Hofmauer mit Torbogen und Pforte sowie Brunnen im Hof | Bosewitz 10 (Karte)        | bez. 1645 (Torbogen) | geschlossen erhaltener Bauernhof mit bemerkenswerter Hofzufahrt, baugeschichtlich von Bedeutung. Ehemaliges Stallgebäude jetzt Werkstatt, Torbogen mit rundbogiger Pforte, im Schlussstein bezeichnet 1765, im Gewände bezeichnet 1645. | 09223979 |
|      | Feuerwehrgerätehaus                                                                                             | Bosewitz 10a (vor) (Karte) | 19. Jh.              | kleiner Putzbau, ortsgeschichtlich von Bedeutung. | 09223980 |

## Burgstädtel
| Bild | Bezeichnung                                                               | Lage                   | Datierung          | Beschreibung | ID       |
| ---- | ------------------------------------------------------------------------- | ---------------------- | ------------------ | --- | -------- |
|      | Wohnstallhaus (ohne Anbauten) eines Bauernhofes sowie zwei Torpfeiler     | Am Rundling 1 (Karte)  | Mitte 19. Jh.      | baugeschichtlich von Bedeutung, unsaniert, laut ALK-Daten Anschrift Am Rundling 1. | 08980478 |
|      | Wohnstallhaus eines Bauernhofes sowie Hofmauer mit Torbogen und Pforte    | Am Rundling 8 (Karte)  | 2. Hälfte 19. Jh.  | Putzbau mit Zwillingsfenster im Giebel, baugeschichtlich und ortsbildprägend von Bedeutung. Fenster mit Kunststeingewänden. | 09224043 |
|      | Wohnstallhaus und Seitengebäude eines Bauernhofes                         | Am Rundling 13 (Karte) | 2. Viertel 19. Jh. | schlichter Putzbau mit klassizistischem Türstock, baugeschichtlich von Bedeutung, denkmalgerecht saniert. | 09224042 |
|      | Wohnstallhaus und Scheune eines Bauernhofes (Hakenhof)                    | Am Rundling 14 (Karte) | Mitte 19. Jh.      | Wohnstallhaus Putzbau mit Drillingsfenster (Palladio-Motiv) im Giebel, baugeschichtlich von Bedeutung, unsaniert. | 09224041 |
|      | Wohnstallhaus, Scheune und Seitengebäude eines Dreiseithofes              | Am Rundling 16 (Karte) | bez. 1806          | Wohnstallhaus, Scheune und Seitengebäude eines Dreiseithofes, dazu Hofmauer mit zwei Torpfeilern und Pforte sowie zwei Vorgärten – schlichte Putzbauten, baugeschichtlich und ortsbildprägend von Bedeutung, denkmalgerecht saniert. | 09224040 |
|      | Wohnstallhaus eines Bauernhofes sowie Hofmauer mit Torpfeilern und Pforte | Am Rundling 17 (Karte) | Anfang 19. Jh.     | baugeschichtlich und ortsbildprägend von Bedeutung, denkmalgerecht saniert. | 09224039 |
|      | Wohnhaus und Seitengebäude eines Gehöftes                                 | Zur Linde 32 (Karte)   | um 1800            | Wohnhaus Obergeschoss Fachwerk verbrettert, baugeschichtlich und sozialgeschichtlich von Bedeutung, unsaniert. | 09224045 |

## Gamig
| Bild           | Bezeichnung | Lage                           | Datierung   | Beschreibung | ID       |
| -------------- | --- | ------------------------------ | ----------- | --- | -------- |
| Weitere Bilder | Sachgesamtheit Rittergut Gamig mit zahlreichen Einzeldenkmalen: Kapelle, Wohnturm, Altes Schloss, Renaissancehaus oder Neues Schloss | Gamig 1; 2; 3; 5; 6; 7 (Karte) | 1565 Dendro | Sachgesamtheit Rittergut Gamig, mit folgenden Einzeldenkmalen: Große Scheune (Nr. 5), Kapelle (bei Nr. 7), Wohnturm (bei Nr. 1, Semperturm), Herrenhaus (Nr. 1, sog. Renaissancehaus oder Neues Schloss), Stallgebäude mit Verwaltungsgebäude (Nr. 2), Wohn- und Wirtschaftsgebäude (Nr. 3, Altes Schloss), Darre (Nr. 6), Wohnhaus (Nr. 7, Jägerhaus), Orangerie, Freiskulpturen im Gutspark und Einfriedung des Gutsparks (siehe Einzeldenkmalliste ID-Nr. 09223978) sowie Gutspark und sentimentaler Landschaftsgarten Alter Gamig (beide Gartendenkmal) und folgenden Sachgesamtheitsteilen: weitere Wirtschaftsgebäude – beeindruckende Gesamtanlage des ehemaligen Rittergutes mit Neuem Schloss, Semperturm, Kapelle, Altem Schloss, Park mit Orangerie und Einfriedung, im Kern eine Hofanlage aus der Renaissancezeit, im 19. Jahrhundert verändert unter anderem durch den Architekten Woldemar Hermann, Dresden, von gartenkünstlerischer, baugeschichtlicher und ortsgeschichtlicher Bedeutung. | 09223966 |
| Weitere Bilder | Große Scheune, Kapelle, Wohnturm, Altes Schloss, Neues Schloss (Einzeldenkmale zu ID-Nr. 09223966)                                   | Gamig 1; 2; 3; 5; 6; 7 (Karte) | 18. Jh.     | Einzeldenkmale Rittergut Gamig: Große Scheune (Nr. 5), Kapelle (bei Nr. 7), Wohnturm (bei Nr. 1, Semperturm), Herrenhaus (Nr. 1, sog. Renaissancehaus oder Neues Schloss), Stallgebäude mit Verwaltungsgebäude (Nr. 2), Wohn- und Wirtschaftsgebäude (Nr. 3, Altes Schloss), Darre (Nr. 6), Wohnhaus (Nr. 7, Jägerhaus), Orangerie, Gartenskulpturen im Gutspark und Einfriedung des Gutsparks (Sachgesamtheitsliste ID-Nr. 09223966) – beeindruckende Gesamtanlage des ehemaligen Rittergutes mit Neuem Schloss, Semperturm, Kapelle, Altem Schloss, Park mit Orangerie und Einfriedung, im Kern eine Hofanlage aus der Renaissancezeit, im 19. Jahrhundert verändert unter anderem durch den Architekten Woldemar Hermann, Dresden, von baugeschichtlicher und ortsgeschichtlicher Bedeutung. | 09223978 |

## Gorknitz
| Bild                                    | Bezeichnung | Lage                                  | Datierung            | Beschreibung | ID       |
| --------------------------------------- | --- | ------------------------------------- | -------------------- | --- | -------- |
| Direkt Bild zu diesem Denkmal hochladen | Steinkreuz | (Karte)                               | 15./16. Jh.          | ortsgeschichtlich von Bedeutung, in Sandstein. | 09223730 |
| Direkt Bild zu diesem Denkmal hochladen | Zwei Wegesteine |                                       |                      | Zwei Wegesteine – verkehrsgeschichtlich von Bedeutung | 09223965 |
|                                         | Straßenbrücke über den Gorknitzbach | Gorknitzer Straße (Karte)             | 19. Jh.              | Sandsteinbogenbrücke, baugeschichtlich von Bedeutung. Der Gorknitzbach wird in den Karten auch als „Rietzschke“ angegeben, Gewölbe durch Betonprofile saniert. | 09223946 |
|                                         | Wohnhaus und zwei Scheunen eines ehemaligen Vierseithofes                                                                                | Gorknitzer Straße 1 (Karte)           | bez. 1844            | weitgehend geschlossen erhaltene Hofanlage in Massivbauweise, Wohnhaus in einem Giebel mit Drillingsfenster, ortsbildprägend, baugeschichtlich und wirtschaftsgeschichtlich von Bedeutung. Viertes Gebäude fehlt, Wohnhaus bezeichnet 1844 (über Tür).                                                 | 09223951 |
|                                         | Wohnstallhaus eines Bauernhofes | Gorknitzer Straße 4 (Karte)           | Anfang 19. Jh.       | Obergeschoss Fachwerk verputzt, mehrere Segmentbogenportale, landschaftstypisches, stattliches Bauernhaus, baugeschichtlich von Bedeutung. Vier Korbbogentüren mit Sandsteingewänden und Schlusssteinen, ehemals zu Nr. 5?, teilsaniert (Kunststofffenster).                                           | 09223948 |
|                                         | Wohnstallhaus und Scheune eines Bauernhofes                                                                                              | Gorknitzer Straße 5 (Karte)           | 1. Hälfte 19. Jh.    | kleiner Bauernhof, Wohnstallhaus Obergeschoss Fachwerk verputzt, landschaftstypisches Bauernhaus, baugeschichtlich von Bedeutung, teilweise originale Fenster. | 09223947 |
|                                         | Wohnstallhaus (mit Anbau) und Scheune eines Bauernhofes                                                                                  | Gorknitzer Straße 11 (Karte)          | 1. Hälfte 19. Jh.    | stattliches Bauernhaus mit gründerzeitlicher Erweiterung, massive Scheune, baugeschichtlich von Bedeutung. Wohnstallhaus über der Tür bezeichnet: „erneuert 1866“, lt. Auskunft 1905 erweitert (Kopfbau an der Hofzufahrt), Scheune mit Inschrifttafel: 1873 abgebrannt und neu errichtet.             | 09223944 |
|                                         | Dreiseithof mit Wohnstallhaus, Scheune und Auszüglerhaus, dazu Hofmauer mit Torbogen und zwei Pforten                                    | Gorknitzer Straße 12 (Karte)          | bez. 1810            | geschlossen erhaltener, zeit- und landschaftstypischer, großer Bauernhof in Massivbauweise, baugeschichtlich und wirtschaftsgeschichtlich von Bedeutung. Wohnstallhaus Korbbogentür bezeichnet 1810.                                                                                                   | 09223943 |
|                                         | Wohnstallhaus und Scheune eines Bauernhofes, dazu Hofmauer mit Torbogen und Pforte                                                       | Gorknitzer Straße 13 (Karte)          | bez. 1808            | Wohnstallhaus: Putzbau mit Korbbogenportal, Scheune massiv, ortstypische Hofzufahrt, baugeschichtlich von Bedeutung. Wohnstallhaus (Korbbogentür im Schlussstein bezeichnet), jüngerer Scheune (mit kleiner Rundbogentür).                                                                             | 09223942 |
|                                         | Seitengebäude (mit Kumthalle) eines Bauernhofes                                                                                          | Gorknitzer Straße 14a (Karte)         | bez. 1853            | schlichter Putzbau mit Zwillingsfenster im Giebel und seltener Kumthalle, baugeschichtlich von Bedeutung. 2003 Streichung ehemaliges Wohnstallhaus (Nr. 14, Flstk. 20/1), saniert. | 09223945 |
|                                         | Wohnhaus und Scheune eines Bauernhofes                                                                                                   | Gorknitzer Straße 17; 17a (Karte)     | 1. Hälfte 19. Jh.    | kleiner Hakenhof, Wohnhaus Obergeschoss Fachwerk verputzt, baugeschichtlich von Bedeutung. | 09223950 |
|                                         | Toranlage eines Bauernhofes, mit Toreinfahrt und zwei Pforten                                                                            | Gorknitzer Straße 18 (Karte)          | 2. Hälfte 19. Jh.    | reich gestaltete Hofzufahrt mit sechs Pfeilern, baugeschichtlich von Bedeutung. | 09223949 |
|                                         | Dreiseithof mit Wohnstallhaus (Nr. 20), Scheune und Auszüglerhaus (Nr. 20a), dazu Einfriedungsmauer und Hofmauer mit Torbogen und Pforte | Gorknitzer Straße 20; 20a (Karte)     | bez. 1786 (Torbogen) | großer und geschlossen erhaltener Bauernhof in Massivbauweise, landschaftstypische Putzbauten, aufwendige Hofzufahrt, baugeschichtlich und wirtschaftsgeschichtlich von Bedeutung. Blendgiebelfassaden, verändert, Hofzufahrt mit Torbogen und Pforte (beide mit Schlussstein, einer bezeichnet 1786). | 09223952 |
|                                         | Steinkreuz | Gorknitzer Straße 24h (neben) (Karte) | 15./16. Jh.          | ortsgeschichtlich von Bedeutung. | 09221672 |

## Köttewitz
| Bild                                    | Bezeichnung                                                                                     | Lage                       | Datierung                           | Beschreibung | ID       |
| --------------------------------------- | ----------------------------------------------------------------------------------------------- | -------------------------- | ----------------------------------- | --- | -------- |
| Direkt Bild zu diesem Denkmal hochladen | Sachgesamtheitsbestandteil der Sachgesamtheit Müglitztalbahn, Teilabschnitt Dohna, OT Köttewitz | Altenberger Straße (Karte) | 1940                                | Sachgesamtheitsbestandteil der Sachgesamtheit Müglitztalbahn, Teilabschnitt Dohna, OT Köttewitz, mit den Einzeldenkmalen: Haltepunkt Köttewitz (Einzeldenkmal ID-Nr. 09223149), Viadukt Köttewitz (Einzeldenkmal ID-Nr. 09302472), Tunnel Köttewitz (Einzeldenkmal ID-Nr. 09223142) und Haltepunkt Weesenstein (siehe Einzeldenkmalliste – ID-Nr. 09223119) sowie dem Sachgesamtheitsteil: Durchlass (km 5,203) und Gleiskörper (Sachgesamtheitsliste, Gemeinde Heidenau – ID-Nr. 09221668) – eisenbahngeschichtlich und verkehrsgeschichtlich von Bedeutung. | 09302470 |
| Direkt Bild zu diesem Denkmal hochladen | Haltepunkt Köttewitz (Einzeldenkmal zu ID-Nr. 09302470)                                         | Altenberger Straße (Karte) | 1940                                | Einzeldenkmal der Sachgesamtheit Müglitztalbahn, Teilabschnitt Dohna, OT Köttewitz: Haltepunkt Köttewitz – eisenbahngeschichtlich und verkehrsgeschichtlich von Bedeutung. | 09223149 |
|                                         | Viadukt Köttewitz (Einzeldenkmal zu ID-Nr. 09302470)                                            | Altenberger Straße (Karte) | 1940                                | Einzeldenkmal der Sachgesamtheit Müglitztalbahn, Teilabschnitt Dohna, OT Köttewitz: Viadukt Köttewitz – eisenbahngeschichtlich und verkehrsgeschichtlich von Bedeutung. | 09302472 |
| Direkt Bild zu diesem Denkmal hochladen | Tunnel Köttewitz (Einzeldenkmal zu ID-Nr. 09302470)                                             | Altenberger Straße (Karte) | 1940                                | Einzeldenkmal der Sachgesamtheit Müglitztalbahn, Teilabschnitt Dohna, OT Köttewitz: Tunnel Köttewitz – eisenbahngeschichtlich und verkehrsgeschichtlich von Bedeutung. | 09223142 |
| Direkt Bild zu diesem Denkmal hochladen | Haltepunkt Weesenstein (Einzeldenkmal zu ID-Nr. 09302470)                                       | Altenberger Straße (Karte) | 1940                                | Einzeldenkmal der Sachgesamtheit Müglitztalbahn, Teilabschnitt Dohna, OT Köttewitz: Haltepunkt Weesenstein – eisenbahngeschichtlich und verkehrsgeschichtlich von Bedeutung. | 09223119 |
|                                         | Rittergut Köttewitz                                                                             | Köttewitz 8 (Karte)        | bez. 1939, im Kern älter (Wohnhaus) | Ehemaliges Herrenhaus eines Rittergutes, heute Pflegeheim – Wohnhaus weitgehend original erhalten, im traditionalistischen Stil der 1930er Jahre, baugeschichtlich von Bedeutung. Bezeichnet über der Haustür, Nutzung Volkssolidarität, original erhalten mit allen Details, darunter die Haustür mit Sandsteingewände, die Fenster mit Betongewänden, Gesimse, Fensterläden und Gitter. | 09223131 |
| Direkt Bild zu diesem Denkmal hochladen | Wohnhaus mit Obstgarten                                                                         | Köttewitz 9 (Karte)        | 18. Jh.                             | ländliches Wohnhaus, Gebäude mit steilem Satteldach und Korbbogenportal, baugeschichtlich von Bedeutung. Garten: mit Obstgehölzen und Walnuss bestanden, entlang der Ostgrenze durchgewachsene ehemals geschnittene Hainbuchen-Hecke (Carpinus betulus), Einfriedung Holzlattenzaun. | 09223129 |
| Direkt Bild zu diesem Denkmal hochladen | Wohnhaus                                                                                        | Köttewitz 18 (Karte)       | Ende 18. Jh.                        | ländliches Wohnhaus in Hanglage, Obergeschoss Fachwerk verputzt, baugeschichtlich von Bedeutung. | 09223133 |
| Direkt Bild zu diesem Denkmal hochladen | Wohnhaus über winkelförmigem Grundriss                                                          | Köttewitz 21 (Karte)       | um 1800                             | ländliches Wohnhaus, schlichter Putzbau, sozialgeschichtlich von Bedeutung. | 09223134 |

## Krebs
| Bild                                    | Bezeichnung | Lage                | Datierung                      | Beschreibung | ID       |
| --------------------------------------- | --- | ------------------- | ------------------------------ | --- | -------- |
| Direkt Bild zu diesem Denkmal hochladen | Bauernhof mit Wohnstallhaus, zwei Seitengebäuden, Scheune sowie Hofmauer mit zwei Toreinfahrten                                    | Krebs 4 (Karte)     | bez. 1825                      | stattliches und ortsbildprägendes Wohnstallhaus mit Treppengiebel, geschlossen erhaltene Hofanlage, baugeschichtlich und wirtschaftsgeschichtlich von Bedeutung. Unregelmäßiger Dreiseithof, Wohnstallhaus über der Tür bezeichnet 1825, Stallgebäude Obergeschoss verbrettert, zum Teil verändert, saniert. | 09223153 |
| Direkt Bild zu diesem Denkmal hochladen | Bauernhof mit Wohnhaus (Nr. 6), Seitengebäude (Nr. 6a, Wohnstallhaus) und Toranlage mit Pfeilern für Pforte und Toreinfahrt        | Krebs 6; 6a (Karte) | Ende 19. Jh.                   | Wohnhaus mit städtischem Charakter, typischer Würfelbau mit Fensterverdachungen, Seitengebäude Putzbau mit Krüppelwalmdach, aufwendige Hofzufahrt, baugeschichtlich und ortsgeschichtlich von Bedeutung. Von der Scheune nur Umfassungsmauern erhalten (im Schlussstein bezeichnet 1868) – kein Denkmal, Wohnstallhaus (Wetterfahne bezeichnet 1828), das städtische Wohnhaus typischer Würfelbau mit Steildach und Fensterverdachungen. | 09223155 |
| Direkt Bild zu diesem Denkmal hochladen | Wohnstallhaus eines Bauernhofes, mit Hofmauer, darin Pforte und Torbogen (erneuert)                                                | Krebs 7 (Karte)     | bez. 1719                      | stattliches Wohnstallhaus, Obergeschoss Fachwerk, landschaftstypische Hofzufahrt, baugeschichtlich von Bedeutung, im vermauerten Schlussstein bezeichnet 1719. | 09223156 |
| Direkt Bild zu diesem Denkmal hochladen | Dreiseithof mit ehemaligem Wohnstallhaus, Scheune und Seitengebäude                                                                | Krebs 9 (Karte)     | Ende 18. Jh., später überformt | geschlossen erhaltene Hofanlage in Massivbauweise, Seitengebäude mit Zwillingsfenster im Giebel, baugeschichtlich und wirtschaftsgeschichtlich von Bedeutung, besonders Wohnstallhaus überformt. | 09223157 |
| Direkt Bild zu diesem Denkmal hochladen | Seitengebäude eines ehemaligen Dreiseithofes                                                                                       | Krebs 10 (Karte)    | 2. Hälfte 19. Jh.              | ausgesprochen stattlicher Putzbau mit Zwillingsfenster im Giebel, baugeschichtlich von Bedeutung. 2003 Streichung Wohnstallhaus (mit zwei Korbbogentüren, eine im Schlussstein bezeichnet 1786), von der Scheune nur Reste erhalten. | 09223151 |
| Direkt Bild zu diesem Denkmal hochladen | Ehemaliges Schulgebäude, heute Wohnhaus, sowie Nebengebäude                                                                        | Krebs 15 (Karte)    | im Innern bez. 1831            | Schulgebäude mit Dachhaus und Uhr, klassizistisches Türportal, ortsgeschichtlich von Bedeutung. Schule: zweigeschossiger Putzbau mit Satteldach Nebengebäude: frei stehend, Putzbau mit Satteldach, gegenüber von Nr. 32, Nähe Sportplatz. | 09223148 |
| Direkt Bild zu diesem Denkmal hochladen | Gasthof Krebs | Krebs 32 (Karte)    | 4. Viertel 19. Jh.             | frei stehendes Gaststättengebäude mit Ecktürmchen, ortsgeschichtlich von Bedeutung, unsaniert, ohne jüngere Anbauten. | 09223146 |
| Direkt Bild zu diesem Denkmal hochladen | Rittergut Krebs, Herrenhaus | Krebs 35 (Karte)    | bez. 1840                      | Herrenhaus, zwei aneinandergebaute Wirtschaftsgebäude und weiteres Wohnhaus eines großen Rittergutes mit annähernd intakter Struktur – im Kern dreiflügelige Anlage, Herrenhaus ein Putzbau mit steilem Krüppelwalmdach und klassizistischem Türstock, baugeschichtlich und ortsgeschichtlich von Bedeutung. Großes Rittergut mit annähernd intakter Struktur. Die Wohnhäuser Putzbauten mit steilem Satteldach, ein Wohnhaus über der Tür bezeichnet „1840 den 28. Jan.“, im Stallgebäude Kreuzgratgewölbe, von der großen Scheune nur Reste, unsaniert, 2003 Abbruch eines Stallgebäudes festgestellt. | 09223145 |
| Direkt Bild zu diesem Denkmal hochladen | Wohnstallhaus über winkelförmigem Grundriss, Auszüglerhaus und Scheune eines Bauernhofes sowie Hofmauer mit Toreinfahrt und Pforte | Krebs 49 (Karte)    | bez. 1862                      | großer, geschlossen erhaltener Bauernhof in Massivbauweise, Wohnstallhaus mit Zwillingsfenster im Giebel und Fensterverdachungen, baugeschichtlich und wirtschaftsgeschichtlich von Bedeutung. | 09223152 |

## Meusegast
| Bild                                    | Bezeichnung | Lage                                        | Datierung                      | Beschreibung | ID       |
| --------------------------------------- | --- | ------------------------------------------- | ------------------------------ | --- | -------- |
| Weitere Bilder                          | Sachgesamtheitsbestandteil der Sachgesamtheit Schloss und Schlosspark Weesenstein (ID-Nr. 09304376) im OT Meusegast: Parkanlage Weesenstein und Ruine eines Belvederes (Einzeldenkmal ID-Nr. 09305236) | (Karte)                                     | um 1780                        | Sachgesamtheitsbestandteil der Sachgesamtheit Schloss und Schlosspark Weesenstein (ID-Nr. 09304376), im Ortsteil Meusegast (Stadt Dohna): Parkanlage Weesenstein und Ruine eines Belvederes (Einzeldenkmal ID-Nr. 09305236) – größter Teil des landschaftlichen Teils der dreiteiligen Parkanlage Weesenstein, am Hang südöstlich des Schlosses Weesenstein gelegen (Gartendenkmal, mit Wegesystem und drei Sandsteinbogenbrücken) – und mit folgendem Einzeldenkmal: Ruine eines Belvederes (Einzeldenkmalliste, Stadt Dohna, OT Meusegast – ID-Nr. 09305236) – von ortsgeschichtlicher und gartenarchitektonischer Bedeutung. | 09223159 |
| Weitere Bilder                          | Ruine eines Belvederes (Einzeldenkmal zu ID-Nr. 09223159) | (Karte)                                     | um 1770 (Ruine des Belvederes) | Einzeldenkmal der Sachgesamtheit Schloss und Schlosspark Weesenstein: Ruine eines Belvederes (Sachgesamtheitsdokument ID-Nr. 09223159) – von ortsgeschichtlicher und gartenarchitektonischer Bedeutung. | 09305236 |
| Direkt Bild zu diesem Denkmal hochladen | Wohnstallhaus, Auszüglerhaus und Scheune eines Vierseithofes | Am Kaiserberg 4 (Karte)                     | bez. 1741                      | weitgehend geschlossen erhaltener Bauernhof in Massivbauweise, Wohnstallhaus mit Korbbogenportal, baugeschichtlich von Bedeutung. Wohnstallhaus, überformt, Korbbogentür erhalten, im Schlussstein bezeichnet 1741, Auszüglerhaus: im Türsturz bezeichnet 1837, Scheune: im Schlussstein eines Tores bezeichnet 1869, guter Originalzustand, teilsaniert. | 09223167 |
| Direkt Bild zu diesem Denkmal hochladen | Vierseithof mit Wohnstallhaus, Stallgebäude, Scheune, Seitengebäude und Toreinfahrt | Am Kaiserberg 5 (Karte)                     | bez. 1845                      | Wohnstallhaus Putzbau mit Drillingsfenster (Palladio-Motiv) im Giebel, geschlossen erhaltener Bauernhof von baugeschichtlicher und ortsbildprägender Bedeutung. Wohnstallhaus bezeichnet 1845 (über der Tür), keine denkmalgerechte Sanierung, kein guter Originalzustand, doch von ortsbildprägender Bedeutung. | 09223168 |
| Direkt Bild zu diesem Denkmal hochladen | Wohnstallhaus eines ehemaligen Vierseithofes | Am Kaiserberg 7 (Karte)                     | bez. 1843                      | stattlicher verputzter Massivbau, mit zum Teil erhaltenen Schmuckformen, weitgehend in ursprünglichem Aussehen erhalten, integraler Bestandteil des Ortsbildes, daher baugeschichtliche sowie städtebauliche Bedeutung. Zweigeschossiges Gebäude, jetzt frei stehend, da die übrigen drei Seiten nicht mehr existieren, Bruchstein verputzt, Sandstein-Tür- und -Fenstergewände scharriert, zum Teil überputzt, profiliertes Traufgesims, Satteldach, Nordgiebelseite mit Stütze wegen Hanglage, Stallfenster vergrößert, hier Betonfenster. Hofseite mit Seitenrisalit und zum Teil mit Lisenen, Stall dreischiffig mit Gewölben auf Sandsteinstützen, Hausflur mit Gewölbetonne auf Sandsteinstütze. kein guter Originalzustand. | 09223169 |
| Direkt Bild zu diesem Denkmal hochladen | Hofmauer eines Bauernhofes, mit Toreinfahrt und Pforte | Obermeusegast 1 (Karte)                     | Anfang 19. Jh.                 | zeit- und landschaftstypische Hofzufahrt, baugeschichtlich von Bedeutung. Rundbogenportal mit Schlussstein und verzierten Kämpfern, 1997 Teilabbruch (Haus). | 09223165 |
| Direkt Bild zu diesem Denkmal hochladen | Ehemaliges Wirtschaftsgebäude, jetzt Wohnhaus (mit mehreren Hausnummern) | Obermeusegast 2; 2a; 2b; 2c; 2d; 2e (Karte) | 2. Hälfte 18. Jh.              | langgestrecktes Stallgebäude, wohl ehemals zugehörig zum Rittergut Meusegast, ortsgeschichtlich von Bedeutung. | 09223164 |
| Direkt Bild zu diesem Denkmal hochladen | Wohnstallhaus (Nr. 5) und Seitengebäude (Nr. 6) eines Bauernhofes, dazu Hofmauer mit Toreinfahrt | Obermeusegast 5; 6 (Karte)                  | bez. 1731                      | schlichte Putzbauten, Wohnstallhaus mit Korbbogenportal, baugeschichtlich von Bedeutung. Zum Teil verändert, Wohnstallhaus mit Korbbogentür, im Schlussstein bezeichnet, Nebengebäude: zweigeschossig, Sandstein-Fenstergewände, steiles Krüppelwalmdach. | 09223163 |
| Direkt Bild zu diesem Denkmal hochladen | Wohnstallhaus eines Bauernhofes, dazu Hofmauer mit Toreinfahrt | Obermeusegast 7 (Karte)                     | vermutlich bez. 1881           | Teil eines großen Bauernhofes, Putzbau mit Fensterverdachungen, Zwillingsfenster im Giebel und Dachreiter, baugeschichtlich von Bedeutung. Wohnhausteil im Giebel bezeichnet 1881?, Stallteil mit Heuboden und Dachreiter, im Giebel bezeichnet 1907. | 09223162 |
| Direkt Bild zu diesem Denkmal hochladen | Hofmauer eines Bauernhofes, mit Torbogen und Pforte | Obermeusegast 8; 10 (Karte)                 | um 1800                        | zeit- und landschaftstypische Hofzufahrt, mit kräftigen Schlusssteinen der Öffnungen, baugeschichtlich von Bedeutung, stand bis 2002 nur unter „Nr. 14“ in der Liste. | 09223160 |
| Direkt Bild zu diesem Denkmal hochladen | Wohnstallhaus und Scheune eines Zweiseithofes | Obermeusegast 9 (Karte)                     | um 1800                        | Wohnstallhaus vermutlich Obergeschoss Fachwerk verputzt, baugeschichtlich von Bedeutung. Dachpappe mit Biberschwanzoptik, Giebelputz, Fenster mit Sprossung. | 09223161 |
|                                         | Postmeilensäule | Teplitzer Poststraße (Karte)                | bez. 1729                      | Kopie einer Ganzmeilensäule, verkehrsgeschichtlich von Bedeutung. Sandstein, verschiedene Inschriften „Nach Dresden 4 St., nach Teplitz 8 1/2 St.“, Initialen AR, Posthornzeichen und Jahreszahl. Denkmaltext: Kopie einer Ganzmeilensäule aus Sandstein mit verschiedenen Inschriften „Nach Dresden 4 St., nach Teplitz 8 1/2 St.“, Initialen „AR“, Posthornzeichen und Jahreszahl 1729. Gehörte zur Alten Dresden-Teplitzer Poststraße und trägt die Reihennummer 8. 1945 wurde die Spitze restauriert. | 09223158 |

## Röhrsdorf
| Bild           | Bezeichnung | Lage                         | Datierung                           | Beschreibung | ID       |
| -------------- | --- | ---------------------------- | ----------------------------------- | --- | -------- |
| Weitere Bilder | Sachgesamtheit Röhrsdorfer Grund ist ein Landschaftsgarten mit Wegesystem                                                                                              | (Karte)                      | 1771                                | Sachgesamtheit Röhrsdorfer Grund ist ein Landschaftsgarten mit Wegesystem, Bachlauf, Resten kleinerer Brücken im Grund, Lindenallee und einzelnen Gehölzen (Gartendenkmal) sowie mit folgenden Einzeldenkmalen (Einzeldenkmalliste ID-Nr. 09223772): Brücke am Eingang zum Grund (anteilig Flurstück 165/3, Gemarkung Röhrsdorf), Urne für Henriette, Platz und Denkmal für König Anton (vom Denkmal nur noch Sockel erhalten), Grotte mit Inschrifttafel und Altar der Wohltätigkeit, Monument der Freundschaft, Krähenhütte, Denkmal für Henriette, Statue des Apoll, Steinerner Baumstumpf, Bodenhütte, Hundegrab, Aussichtsplateau mit Basaltsäulen, Inschrifttafel gestiftet von König Anton, Inschrifttafel gestiftet von Maria T.J. von Österreich, Inschrifttafel gestiftet von der Familie von Reinhold auf Kreischa, Banknischen und Sandsteinbänke, Gedenkstein ohne Inschrift, Kleinerer Stein mit Buchstabe „R“, davor Bank, Sitznische mit Bank und Tischfuß, Basaltsäule mit Aufschrift – sehr früher sentimentaler Landschaftsgarten im Röhrsdorfer Grund mit verschlungenem Wegesystem, Lindenallee sowie einzelnen gezielt gesetzten Gehölzen (Platanus acerifolia, Aesculus hippocastanum, Tilia cordata, Pinus strobus, Larix decidua, Picea abies), mit bemerkenswerten Teilen der ehemaligen Ausstattung der Parkanlage, von gartenkünstlerischer und ortsgeschichtlicher Bedeutung. | 09303972 |
| Weitere Bilder | Einzeldenkmale im Röhrsdorfer Grund (Einzeldenkmale zu ID-Nr. 09303972)                                                                                                | (Karte)                      | 1771                                | Einzeldenkmale der Sachgesamtheit Röhrsdorfer Grund: Brücke am Eingang zum Grund (anteilig Flurstück 165/3, Gemarkung Röhrsdorf), Urne für Henriette, Platz und Denkmal für König Anton (vom Denkmal nur noch Sockel erhalten), Grotte mit Inschrifttafel und Altar der Wohltätigkeit, Monument der Freundschaft, Krähenhütte, Denkmal für Henriette, Statue des Apoll, Steinerner Baumstumpf, Bodenhütte, Hundegrab, Aussichtsplateau mit Basaltsäulen, Inschrifttafel gestiftet von König Anton, Inschrifttafel gestiftet von Maria T.J. von Österreich, Inschrifttafel gestiftet von der Familie von Reinhold auf Kreischa, Banknischen und Sandsteinbänke, Gedenkstein ohne Inschrift, Kleinerer Stein mit Buchstabe »R«, davor Bank, Sitznische mit Bank und Tischfuß, Basaltsäule mit Aufschrift (Sachgesamtheitsliste ID-Nr. 09303972) – mit bemerkenswerten Teilen der ehemaligen Ausstattung der Parkanlage wie der hohen Sandsteinbogenbrücke am Eingang zum Grund, von gartenkünstlerischer und ortsgeschichtlicher Bedeutung. | 09223772 |
|                | Denkmal für die Gefallenen des Ersten Weltkrieges | Bornweg (Karte)              | nach 1918 (Kriegerdenkmal)          | zwei unleserliche Inschrifttafeln, in die Stützmauer eingelassen, davor kleine Grünanlage mit drei Sandsteinblöcken, ortsgeschichtlich von Bedeutung, baugeschichtlich von Bedeutung. | 09223939 |
|                | Wohnhaus eines Bauernhofes | Bornweg 1 (Karte)            | um 1850                             | schlichter Putzbau mit Zwillingsfenster im Giebel, Bestandteil der Ortskernstruktur, baugeschichtliche Bedeutung, baugeschichtlich von Bedeutung. Zweigeschossiger massiver Putzbau, womöglich noch Fachwerk-Anteile, Satteldach ohne Ausbauten, z. T. Kastenfenster, weitgehend authentisch. | 09300432 |
|                | Wintermannhof | Bornweg 4 (Karte)            | 1719/1720 Dendro                    | Wohnhaus und Seitengebäude eines Bauernhofes, dazu Torbogen als Hofzufahrt – Wohnhaus Obergeschoss Fachwerk mit Kopfstreben, Auszüglerhaus Fachwerk-Obergeschoss mit Wilder-Mann-Figur, baugeschichtlich von Bedeutung, baugeschichtlich von Bedeutung. Ehem. Klostergut?, Wohnhaus (Obergeschoss Fachwerk, zum Teil verputzt, erweitert 1847), Auszüglerhaus (Obergeschoss Fachwerk), Scheune überwiegend neu, Stall Ruine, denkmalgerechte Teilsanierung. | 09223940 |
| Weitere Bilder | Sachgesamtheit Rittergut Röhrsdorf bei Pirna mit folgenden Einzeldenkmalen: Schloss, zwei Wohn- und Wirtschaftsgebäuden sowie Gutspark (Einzeldenkmal ID-Nr. 09223931) | Hauptstraße 1 (Karte)        | 16. Jh., später überformt           | Sachgesamtheit Rittergut Röhrsdorf bei Pirna, mit folgenden Einzeldenkmalen: Schloss, mit erhöht liegender Freiterrasse und zwei Figurenbüsten, zwei Wohn- und Wirtschaftsgebäuden nördlich des Schlosses, Stallgebäude östlich des Schlosses, Gutsbrauerei westlich des Schlosses, Torbogen und Pforte am Wohn- und Wirtschaftsgebäude, Einfriedungsmauer mit Toreinfahrt und Pforte südöstlich des Schlosses sowie Einfriedungsmauer im Norden und Osten des Gutsparks (siehe Einzeldenkmalliste ID-Nr. 09223931), weiterhin dreireihige Lindenallee am nördlichen Zufahrtsweg, Terrassengarten am Schloss und Gutspark südlich des Rittergutes (Gartendenkmale) und mit folgendem Sachgesamtheitsteil: Nebengebäude südlich des Schlosses – Schloss ein schlichter Putzbau mit repräsentativem Turm, im Kern aus der Renaissancezeit, Anlage von ortsgeschichtlich und baugeschichtlich von Bedeutung. | 09223932 |
| Weitere Bilder | Schloss, zwei Wohn- und Wirtschaftsgebäude, Stallgebäude (Einzeldenkmale zu ID-Nr. 09223932)                                                                           | Hauptstraße 1 (Karte)        | 16. Jh., später überformt (Schloss) | Einzeldenkmale der Sachgesamtheit Rittergut Röhrsdorf bei Pirna: Schloss mit erhöht liegender Freiterrasse und zwei Figurenbüsten, zwei Wohn- und Wirtschaftsgebäude nördlich des Schlosses, Stallgebäude östlich des Schlosses, Gutsbrauerei westlich des Schlosses, Torbogen und Pforte am Wohn- und Wirtschaftsgebäude, Einfriedungsmauer mit Toreinfahrt und Pforte südöstlich des Schlosses sowie Einfriedungsmauer im Norden und Osten des Gutsparks (siehe Sachgesamtheitsliste ID-Nr. 09223932) – Schloss ein schlichter Putzbau mit repräsentativem Turm, im Kern aus der Renaissancezeit, Anlage von ortsgeschichtlicher und baugeschichtlicher Bedeutung, baugeschichtlich von Bedeutung. | 09223931 |
|                | Dreiseithof mit Wohnstallhaus und rückwärtiger Anbau, Scheune und Seitengebäude, dazu ein Torpfeiler der Hofzufahrt                                                    | Hauptstraße 9 (Karte)        | bez. 1769, später erweitert         | kleiner Bauernhof, Wohnstallhaus vermutlich Obergeschoss Fachwerk, verputzt, Anbau mit Drillingsfenster (Palladio-Motiv) im Giebel, baugeschichtlich von Bedeutung, baugeschichtlich von Bedeutung. Wohnstallhaus: im Innern Korbbogentür, Schlussstein bezeichnet. | 09223933 |
| Weitere Bilder | Wohnstallhaus eines Bauernhofes, dazu Hofmauer mit vermauertem Torbogen und Pforte, weiterhin ein in der Stützmauer vermauertes Steinkreuz                             | Hauptstraße 11 (Karte)       | bez. 1796                           | stattliches massives Bauernhaus mit Giebelzier, ortstypische Hofzufahrt, Teil des Ortskerns, baugeschichtlich und ortsgeschichtlich von Bedeutung, baugeschichtlich von Bedeutung. Torbogen und rundbogiger Pforte, beide mit Schlussstein, einer unleserlich bezeichnet, saniert, unpassender grüner Anstrich. | 09223938 |
|                | Dorfkirche Röhrsdorf | Hauptstraße 12 (Karte)       | 1748–1749                           | Dorfkirche Röhrsdorf, Kirchhof mit einigen Grabmalen sowie Torpfeiler des Kirchhofstores – spätbarocke Saalkirche mit Dachreiter, in der Wetterfahne bezeichnet 1749 und 1966, Torpfeiler des Kirchhofs bezeichnet 1534, von baugeschichtlicher, ortsgeschichtlicher und städtebaulicher Bedeutung, baugeschichtlich von Bedeutung. | 09223934 |
|                | Wohnstallhaus eines Bauernhofes, dazu Hofmauer mit Toreinfahrt und Pforte                                                                                              | Hauptstraße 20 (Karte)       | um 1800                             | Obergeschoss Fachwerk verputzt, baugeschichtlich von Bedeutung, baugeschichtlich von Bedeutung. Auszüglerhaus (Obergeschoss Fachwerk, verputzt), Auszüglerhaus unbewohnt, ein Teil bereits abgebrochen, Auszüglerhaus vor 2012 abgebrochen, Scheune abgebrochen, teilsaniert (keine originalen Fenster). | 09223937 |
|                | Toreinfahrt und Pforte als Hofzugang der ehemaligen Schmiede | Hauptstraße 21 (Karte)       | bez. 1794                           | ortstypisches Korbbogenportal, im Schlussstein bezeichnet, baugeschichtlich von Bedeutung, baugeschichtlich von Bedeutung. Streichung 2003: ländliches Wohnhaus (Obergeschoss Fachwerk, zum Teil verputzt) mit Hofmauer, teilsaniert, von Hofseite kein Denkmalcharakter mehr. | 09223936 |
|                | Korbbogenportal im Inneren eines Wohnhauses | Hauptstraße 22 (Karte)       | bez. 1812 (Portal im Innern)        | Schlussstein bezeichnet, baugeschichtlich von Bedeutung, baugeschichtlich von Bedeutung. Bezeichnet 1812 (Schlussstein Korbbogentür im Innern), Wohnhaus Streichung 2003: verwinkeltes ländliches Wohnhaus (zum Teil Fachwerk, verputzt), Kernbau 18. Jh. | 09223941 |
|                | Feuerwehrgerätehaus | Hauptstraße 28 (vor) (Karte) | 19. Jh.                             | ortsgeschichtliches und technisches Denkmal, baugeschichtlich von Bedeutung. Diente mitunter auch als gemeindliches Gefängnis (kleine Arrestzelle in Teilunterkellerung talseitig). | 09303540 |

## Sürßen
| Bild                                    | Bezeichnung                                                                                   | Lage                      | Datierung                          | Beschreibung | ID       |
| --------------------------------------- | --------------------------------------------------------------------------------------------- | ------------------------- | ---------------------------------- | --- | -------- |
| Direkt Bild zu diesem Denkmal hochladen | Denkmalschutzgebiet Rundling Sürßen                                                           | (Rundling Sürßen) (Karte) |                                    | Denkmalschutzgebiet Rundling Sürßen | 09300013 |
|                                         | Wohnstallhaus,Scheune, Stallgebäude und Auszüglerhaus eines Vierseithofes                     | Sürßen 3; 3a; 3b (Karte)  | um 1800                            | Wohnstallhaus (Nr. 3), Scheune (Nr. 3a), Stallgebäude und Auszüglerhaus (Nr. 3b) eines Vierseithofes, dazu Hofmauer mit Torbogen und Pforte – geschlossen erhaltener Bauernhof in Massivbauweise, Wohnstallhaus mit fünf Korbbogenportalen, baugeschichtlich und ortsbildprägend von Bedeutung. Wohnstallhaus mit fünf Korbbogentüren, vier davon mit Schlussstein.                                                                          | 09223964 |
|                                         | Wohnstallhaus eines Bauernhofes, dazu drei Torpfeiler und Gitter der Hofzufahrt               | Sürßen 5 (Karte)          | 2. Hälfte 18. Jh.                  | ortstypisches Bauernhaus mit Giebelzier in Massivbauweise, baugeschichtlich von Bedeutung. Wohnstallhaus mit Giebelzier, ohne Anbau, Scheune abgerissen und verkleinert wiedererrichtet, unsaniert. | 09223959 |
|                                         | Wohnstallhaus eines Bauernhofes                                                               | Sürßen 6 (Karte)          | bez. 1835                          | stattliches Bauernhaus mit Giebelzier, baugeschichtlich von Bedeutung. Wohnstallhaus mit Giebelzier, Schlussstein über der Tür bezeichnet, Scheune abgerissen, denkmalgerecht saniert. | 09223960 |
|                                         | Wohnstallhaus, Scheune und Seitengebäude eines Bauernhofes                                    | Sürßen 7 (Karte)          | bez. 1808 (Wohnstallhaus)          | Wohnstallhaus Massivbau mit Giebelzier, ortstypisches Hofzufahrt, baugeschichtlich und ortsbildprägend.von Bedeutung. Wohnstallhaus mit Giebelzier, bezeichnet 1808 (über der Tür), 2000 denkmalgerecht saniert, Torbogen und zwei Pforten. | 09223961 |
|                                         | Kobischgut                                                                                    | Sürßen 9; 10 (Karte)      | Kern wohl 18. Jh. (Wohnhaus Nr. 9) | Wohnhaus, Stallgebäude und weiteres Wohnhaus – Wohnhaus (Nr. 9), daran angebautes Stallgebäude, zwei Scheunen (z. Z. ohne Dach) und weiteres Wohnhaus (Nr. 10) eines Bauernhofes, dazu Torbogen und Pforte an der Rückseite sowie Hofeinfahrt und Pforte an der Vorderseite des Grundstücks – stattlicher Bauernhof in Massivbauweise, baugeschichtlich und ortsbildprägend von Bedeutung, alles massive Gebäude, die Wohnhäuser Putzbauten. | 09223962 |
| Direkt Bild zu diesem Denkmal hochladen | Wohnstallhaus eines Bauernhofes                                                               | Sürßen 11 (Karte)         | 1. Hälfte 19. Jh.                  | stattlicher Putzbau, baugeschichtlich von Bedeutung. | 09223963 |
|                                         | Wohnstallhaus                                                                                 | Sürßen 12 (Karte)         | Anfang 19. Jh.                     | verputzter Massivbau mit Tordurchfahrt, baugeschichtlich und straßenbildprägend von Bedeutung. Saniert, Dachausbauten Hof- und Straßenseite, als Kosmetikstudio genutzt. | 09223958 |
|                                         | Wohnstallhaus, Scheune und Seitengebäude eines Dreiseithofes sowie Einfriedung des Vorgartens | Sürßen 13 (Karte)         | Anfang 19. Jh.                     | geschlossen erhaltene Hofanlage in Massivbauweise, baugeschichtlich und ortsbildprägend von Bedeutung, teilsaniert, Scheune mit Giebelzier. | 09223957 |
|                                         | Wohnstallhaus und Auszüglerhaus eines Bauernhofes                                             | Sürßen 17 (Karte)         | Kernbau 17. Jh.                    | Wohnstallhaus und Auszüglerhaus eines Bauernhofes, dazu Pforte als Hofzugang – stattliches Wohnstallhaus mit Giebelzier, baugeschichtlich, sozialgeschichtlich und ortsbildprägend von Bedeutung. | 09223955 |
| Direkt Bild zu diesem Denkmal hochladen | Wohnstallhaus und Scheune eines Bauernhofes, dazu Toreinfahrt                                 | Sürßen 18 (Karte)         | 1. Hälfte 19. Jh.                  | verputzte Massivbauten, baugeschichtlich von Bedeutung, unsaniert. | 09223954 |
|                                         | Gorknitzer Schule                                                                             | Sürßen 26 (Karte)         | bez. 1900                          | zwischen Sürßen und Gorknitz gelegen, stattliches Gründerzeitgebäude, baugeschichtlich und ortsgeschichtlich von Bedeutung, bezeichnet 1900 (in Fassade), saniert. | 09223953 |

## Tronitz
| Bild | Bezeichnung                                       | Lage              | Datierung                | Beschreibung                                                                 | ID       |
| ---- | ------------------------------------------------- | ----------------- | ------------------------ | ---------------------------------------------------------------------------- | -------- |
|      | Denkmal für die Gefallenen des Ersten Weltkrieges | Tronitz - (Karte) | um 1920 (Kriegerdenkmal) | Sandsteinstele auf Postament mit Inschrift, ortsgeschichtlich von Bedeutung. | 09223985 |

## Ausführliche Denkmaltexte
1. ↑  Sachgesamtheitsbestandteil der Sachgesamtheit Müglitztalbahn, Teilabschnitt Dohna, OT Dohna, OT Gamig mit den Einzeldenkmalen: Bahnhof Dohna mit Anbauten und Güterschuppen (ID-Nr. 09302465), Anschlussstellwerk BHG Dohna (ID-Nr. 09302466), Eisenbahnbrücke Sürßener Weg OT Gamig (ID-Nr. 09302467) und die Straßenüberführung Ploschwitzer Höhe (ID-Nr. 09302469) sowie den Sachgesamtheitsteilen: Brücke Mühlgraben (km 2,118), Anschlussstellwerk Stahlziehwerk Dohna (km 2,2), Anschlussstellwerk VEB Druckguss Heidenau, Brücke Mühlgraben (km 2,349), Rietzschkebrücke (km 2,457), Eisenbahnüberführung Gamiger Straße (km 2,841) und Anschlussstellwerk Dohna Fluorchemie GmbH (km 4,355) sowie dem Gleiskörper (Sachgesamtheitsliste, Gemeinde Heidenau ID-Nr. 09221668):
  - Sachgesamtheitsteil Eisenbahnüberführung Gamiger Straße: Länge / Höhe / Breite 10,0 m / 6,7 m / – max N / min R 40 / 262. Kurze, einfache Betonträgerbrücke über im Niveau stark abfallender Straße.
  - Sachgesamtheitsteil Anschlussstellwerk Dohna Flurchemie GmbH (Chem. Werke Dohna): Länge / Höhe / Breite 30,0 m / 4,0 m. Betonträgerbrücke auf zwei länglichen Betonpfeilern im Flussbett. Die Brücke ist neu in Hellgrau angestrichen, das metallene Geländer wurde später hinzugefügt.
2. ↑  Evangelische Stadtkirche, ehem. St. Petrus und Maria.

Die am höchsten Punkt des Ortes gelegene dreischiffige Hallenkirche zählt durch ihr Zellengewölbe zu den frühesten Nachfolgebauten der Albrechtsburg in Meißen. Vom 1272 erwähnten Bau vermutlich der 1. H. 13. Jh. ist nichts erhalten. Von der jetzigen Kirche rührt der Chor und vielleicht das Turmuntergeschoss aus dem frühen 15. Jh. her. Das Langhaus wurde im letzten Dr. 15. Jh. errichtet, die Jahreszahl 1489 an der Chorostwand könnte das Weihedatum meinen. Der Turm wurde vielleicht 1684 erhöht, damals die Außentreppe angefügt. Erneuerungsarbeiten 1832–1843: Verlängerung nach Westen, Vergrößerung der Langhausfenster durch Joseph Thürmer, Sanierung des Chores und Erhöhung von dessen Sargmauer 1836/37 durch Gottfried Semper. Restaurierung durch William Lossow & Max Hans Kühne 1913 sowie seit 1995.
  - Der Chor mit ungleichseitigem 3/8-Schluss, die Mauern sich nach Westen konisch weitend. Das Hallen-Langhaus, urspr. vierjochig, für das Westjoch von 1832/33 wurde der spätgotische Formenapparat übernommen. Der Turm an der Südostecke des Langhauses, um ein Geringeres in das Innere einbezogen, steht parallel zur Chorsüdmauer.
  - Das Äußere schlicht. Die spitzbogigen Chorfenster klein, mit einfachem Maßwerk, die Sargmauer durch mit einem Sechspass besetzte Rundöffnungen durchbrochen, die Strebepfeiler mit krabbenbesetztem Giebel. Die Langhausfenster wurden 1832/33 vergrößert und tiefer gezogen, doch blieb die Spitzbogenform gewahrt, das Maßwerk Holz. Über dem spätgotischen Südportal kleines Sandsteinrelief mit dem Gekreuzigten zwischen Maria und Johannes. Nord- und Westportal von 1832/33. Der Turm bis in etwa Firsthöhe des Langhauses von quadratischem Querschnitt, das barocke Obergeschoss ein Oktogon mit Haube, doppelter Laterne und Spitzhelm. Die 1684 datierte, überdachte Treppe mit zierlichen Säulen an der Westseite des Turms.
  - Inneres. Der um vier Stufen erhöhte Chor mit Tonnengewölbe, das als zweijochiges Kreuzrippengewölbe mit Stichkappen angelegt ist, die Joche ungleich tief. Das Langhaus, dessen Achse gegenüber der des Chores nach Süden verschoben ist, so dass der Triumphbogen und die nördliche Mittelschiffsarkade sich überschneiden, weist ein Zellengewölbe auf, dessen Rippen mit sich überschneidenden Ansätzen Sternfiguration zeigen. Die Freipfeiler von rundem Querschnitt, auf hohem Sockel, die Wandpfeiler als gekehlte Vorlagen angelegt. Das Ostjoch des südlichen Seitenschiffs mit einer Konsole mit Meisterschild, im Ostjoch des nördlichen Seitenschiffs Skulptur der Muttergottes als Halbfigur. An beiden östlichen Freipfeilern und am rundbogigen Triumphbogen Wappensteine. Die hölzernen Emporen nach Entwurf von Gottfried Semper.
  - Ausstattung: Altarretabel, datiert 1518, vielleicht aus einer Freiberger Werkstatt. Die Predella mit Relief des Martyrium Johannes d.T. Im rundbogig verblendeten Schrein Skulpturen der Muttergottes zwischen den hll. Katharina und Barbara. Auf den Innenseiten der Flügel in Relief die hll. Margarethe und Dorothea, auf den Außenseiten gemalt links Verkündigung an Maria und Geburt Jesu, rechts Mariä Heimsuchung und Anbetung der Könige. Die Standflügel mit Gemälden, links die hll. Michael und Stephanus, rechts Nikolaus und Georg. Im hohen tafelartigen Gesprenge Skulpturen: Gnadenstuhl zwischen den hll. Johannes Evangelische und Laurentius, Stifterwappen von Bünau und von Starschedel. – Hölzerne, reich verzierte Kanzel am Triumphbogen, wohl um 1700. – Sechseckiger Taufstein aus Sandstein, mit reichem Maß- und Astwerk sowie Halbfiguren von Engeln mit den Arma Christi, gegen 1500. – Orgelprospekt von 1896. – Grabmäler: An der Chorsüdwand innen Wappengrabstein, E. 15. Jh., in der nördlichen Betstube im Langhaus Stein für Hans von Carlowitz zu Zuschendorf († 1578), mit Ganzfigur des Verstorbenen. Auf dem Friedhof um die Kirche zahlreiche Grabdenkmäler vor allem des 19. Jh. (Dehio Sachsen I, 1996).
3. 1 2 3  Im Jahre 1722 begann man im Kurfürstentum Sachsen mit der Aufstellung der Kursächsischen Postmeilensäulen. Kurfürst Friedrich August I. wollte hierdurch ein zeitgemäßes Verkehrs- und Transportleitsystem im Kurfürstentum aufbauen, um Handel und Wirtschaft zu fördern. Er beauftragte mit Generalvollmacht Magister Adam Friedrich Zürner (1679–1742) mit der Durchführung. Das System der Postmeilensäulen umfasste Distanzsäulen, Viertelmeilensteine, Halb- und Ganzmeilensäulen. Die Distanzsäulen sollten in den Städten vor den Stadttoren, später nur auf den Marktplätzen aufgestellt werden. Entlang der Poststraßen wurden Viertelmeilensteine, Halb- und Ganzmeilensäulen aufgestellt. Sie erhielten eine fortlaufende Nummerierung (Reihennummer), beginnend vom Anfang der Vermessung. Die Ganzmeilensäulen wurden außerhalb der Städte an den Poststraßen im Abstand von 1 Meile (= 9,062 km) aufgestellt. Die Distanzsäulen waren mit dem Monogramm „AR“ für „Augustus Rex“, dem kursächsisch und polnisch-litauischen Doppelwappen sowie der polnischen Königskrone gekennzeichnet. Die Ganzmeilen-, Halbmeilensäulen und Viertelmeilensteine waren alle ähnlich beschriftet, alle trugen kein Wappen, aber das Monogramm „AR“. Die Entfernungsangaben erfolgten in Wegestunden (1 Stunde= ½ Postmeile = 4,531 km). Dieses Meilensystem war das erste europäische Verkehrsleitsystem. Der hier betrachteten Säule kommt als Teil des überregional bedeutenden Postwegesystems eine hohe verkehrsgeschichtliche Bedeutung zu.
4. ↑  Sachgesamtheit Friedhofskapelle und Friedhof Dohna

Friedhofsgestaltung mit altem Baumbestand, Beschreibung des Gartendenkmals (Silke Epple, 15. Mai 2012). Bauliche Schutzgüter:
  - Gebäude: Friedhofskapelle, Gebäude Friedhofsverwaltung, Nebengebäude. Einfriedung: Sandsteinmauer, zum Teil als Stützmauer im Süden.
  - Erschließung: Zugänge: drei Zugänge, ein Zugang von Osten mit zweiflügeligem Ziergitter aus Metall mit Kreuzen, ein Zugang nördlich der Friedhofsverwaltung mit zweiflügeligem Ziergitter aus Metall, ein Zugang südlich der Kapelle, vermutlich neu gestaltet mit Sandsteinportal und einflügeliger Holztür, Wegesystem: vorhanden, Bereich rings um Kapelle Mosaikpflaster Granit, Hauptweg von der Kapelle zum Teil Kleinpflaster Granit, restliches Wegesystem wassergebundene Wegedecke, Kanteneinfassung zum Teil mit senkrecht stehenden Granitplatten, fangen gleichzeitig das Gelände ab.
  - Grabstellen: zahlreiche Wandgrabstellen an der südlichen Einfriedungsmauer (Grabstätte Rockstroh, kein Denkmal, mit zwei Hängebuchen) und an der Mauer zum Erweiterungsteil, einige davon künstlerisch wertvoll, zahlreiche künstlerisch wertvolle Einzelgrabsteine v. a. im östlichen Teil der Anlage sowie am Nebengebäude. Wasserelemente: Mehrere Wasserbecken aus Beton ohne eigenen künstlerischen Wert.
  - Vegetation: Alleen und Baumreihen: wechselständige Allee aus Linden (Tilia spec.) mit sehr weiten Abständen, Baumreihe aus Rosskastanien (Aesculus hippocastanum) und Spitzahorn (Acer platanoides) in der Hecke entlang der Nordgrenze des Friedhofs.
  - Einzelbäume: zwei Trauereschen (Fraxinus excelsior ‚Pendula‘) auf der Westseite am Haupteingang der Kapelle, drei Eschen (Fraxinus excelsior) auf der Ostseite der Kapelle.
  - Hecken und Sträucher: geschnittene Hainbuchenhecken vor allem entlang der südlichen Friedhofsgrenze, sind dort bestimmend für die Gestaltung und bilden Quartiere, geschnittene Weißdorn- und Schneebeerenhecke entlang der Nordgrenze des Friedhofs, Fliedersträucher auf der Ostseite der Kapelle.
  - Sonstige Schutzgüter: Bodenrelief: leicht ansteigend von West nach Ost, teilweise Abstützung durch Granitplatten.
5. ↑  Krankenhaus (Nr. 79): mehrflügliger Putzbau, Hauptgebäude u. U. an der Wetterfahne bezeichnet. – Villa (Nr. 77): heute Psychotherapeutisches Zentrum.

Krankenhausgarten: parkartige Anlage im gemischten Stil, symmetrisch angelegtes Wegesystem mit wassergebundenen Decke, im Zentrum der Anlage Lindenrondell mit rundem Beet, wertvoller Altgehölzbestand aus u. a. Winter-Linde (Tilia cordata), Sommer-Linde (Tilia platyphyllos), Silber-Linde (Tilia tomentosa), Spitz-Ahorn (Acer platanoides), Stiel-Eiche (Quercus robur), Rot-Eiche (Quercus rubra), Rot-Buche (Fagus sylvatica), Weymouths-Kiefer (Pinus strobus) und Rhododendron, Vorgarten: angepasste, auf das Gebäude bezogenen Neugestaltung.
6. ↑  Bahnhofsgebäude Dohna

Bahnhof Dohna: HSO über NN 134,18, ehem. Funktion / Bedeutung: Bahnhof, erster Bahnhofsbau auf der Bahnstrecke Heidenau–Kurort Altenberg, heutige Funktion / Bedeutung: Haltestelle.

Lage in der Umgebung / städtebauliche Situation: Der Bahnhof Dohna liegt am Ortseingang Dohnas im städtischen Umfeld und ist typisch angeordnet zwischen Gleisanlagen und Straße. Er ist einer der wenigen Bahnhöfe der Strecke, dessen Standort beim Umbau auf Normalspur nicht verändert wurde, und dessen damalige Anlage zum großen Teil weiter genutzt werden konnte. Allerdings wurden die bestehenden Anbauten an das Bahnhofsgebäude erneuert, und ein Stellwerk kam hinzu. Auch im Fortlauf erfuhr die Anlage Veränderungen und Erweiterungen. Bahnhofsgebäude, Anbauten:
  - Äußeres: Das zweigeschossige, verputzte Bahnhofsgebäude mit Satteldach und straßenseitigem Zwerghaus stammt von 1890. Beim Streckenumbau wurde der linkerhand gelegene Anbau, eine Wartehalle mit Dienstraum, hinzugefügt. Eine Vorzone bildet das zur Straße vorgezogene Satteldach, welches auf 5 Natursteinpfeilern ruht und bis zum Zwerghaus des Hauptbaus reicht. Die zum Hauptbau gelegene Hälfte, die Wartehalle, wurde in Form eines horizontal verschalten Holzbaus mit großzügigen Fenstern und Türen ausgeführt, die andere Hälfte, der Dienstraum, als geschlossen wirkender, verputzter Massivbau. Zu den Gleisen hin liegen beiderseits des Ausgangs kleine, einseitig geöffnete hölzerne Verschläge, die zur Fahrkartenkontrolle dienten. Der rechterhand gelegene, verputzte Anbau, welcher als Güterschuppen diente, besteht seit 1890 und wurde in den 1930er Jahren lediglich umgebaut. Zur Straße hin besitzt er eins und zu den Gleisen zwei große Verladetore, welche der Gesamtgestaltung der Strecke entsprechen.
  - Inneres: Der Warteraum verfügt über eine hölzerne, dunkelbraune Wartebank.
  - Besonderheiten / Details: In die Wartehalle führen auf Straßen- sowie Gleisseite je eine große, doppelte Fenstertür. Die Türen, die Wartehalle sowie die gleisseitigen Verschläge sind dunkelbraun und hellgelb lackiert. Letztere haben halbhohe Türen und zu den Gleisen liegende Fenster. Die Verladetore des rechten Anbaus sind aufgedoppelt mit diagonalen profilierten Brettern, welche in der Mitte der Tore spitz zusammenlaufen. Sie sind dunkelbraun lackiert. Alle Bauten sind graubraun mit für das Elbtal typischem Kellenputz verputzt. Die vom Gestaltungskonzept hier eher untypische Schieferdeckung glich sich der des bestehenden Mittelteiles von 1890 an. Veränderungen / Zustand: Die Putzfärbung war ursprünglich hellerer Art. Die Bauten sind nicht in akut gefährdetem, aber renovierungsbedürftigen Zustand. Besonderheiten / Details: Gleisseitig befindet sich mittig am Bau der Schriftzug „Dohna“, darunter „Befehlstellwerk“ in altdeutscher Schrift. Die Buchstaben sind als einzelne Objekte aus tiefgezogenem, rot lackiertem Blech gefertigt. Veränderungen / Zustand: Der Bau scheint in gutem, relativ unverändertem Zustand zu sein.
  - Güterschuppen. Äußeres: Der längliche, 1,5-geschossige Putzbau mit bruchsteinverkleidetem Sockel und schiefergedecktem Satteldach ist in Kellenstruktur grau-braun verputzt. Über gut zwei Drittel der Gebäudelänge kragt das Dach weit aus und wird in diesem Bereich von hölzernen Streben abgestützt. Darunter sitzen beiderseits jeweils Laderampe und zwei Gütertore. Am nördlichen Ende der gleisabgewandten Seite sitzt ein kleiner Vorbau mit Walmdach, welcher den Eingang in das Gebäude bildet. Inneres: keine Angaben. Besonderheiten / Details: Die Gütertore sind aufgedoppelt mit diagonal verlaufenden, profilierten Brettern, welche in der Mitte spitz zusammenlaufen. Die Fenster sind, wie auch die Tore, dunkelbraun gestrichen, jedoch zusätzlich weiß umrandet. Die kleinen Fenster des Vorbaus sind weiß mit roter Umrandung. Veränderungen / Zustand: Der Bau scheint äußerlich in relativ gutem Zustand zu sein.
7. ↑  Bahnhof Dohna

Stellwerk. Äußeres: Der längliche, zweigeschossige Baukörper mit weit auskragendem Walmdach und strassenseitigem Vorbau ist in Kellenstruktur graubraun verputzt. Das Dach ist in Schiefer gedeckt. Der Kontrollraum des Bahnpersonals liegt im Obergeschoss. Daher befinden sich hier eine Reihe großer Fenster liegenden Formats. Gleisseitig sitzt eines mittig, zwei weitere ziehen sich jeweils um die Ecken bis auf die Schmalseiten. Im Erdgeschoss liegen kleinere weiße Sprossenfenster. Inneres: keine Angaben.
8. 1 2  Sachgesamtheit Rittergut Borthen
  - Altes Schloss (Nr. 12): großes Herrenhaus mit Sitznischenportal und Wappenschild im Giebel, beides bezeichnet,
  - Neues Schloss (Nr. 10): zweiflügliges Hauptgebäude, Hauptportal am Ostflügel mit gesprengtem Giebel und Wappentieren, bezeichnet 1670?, Portal am Nordflügel mit Wappenrelief, bezeichnet 1700, verändert, teilsaniert (2 Löwen?), zweibogiges Torhaus, Wohn- und Wirtschaftsgebäude: mit Stockgesimsen und Wappen an Wirtschaftsgebäude,
  - Pferdestall: südlich des Torhauses, ruinös, Löschteich (Sachgesamtheitsteil), Reste einer Mauer und zwei Torpfeiler, beides teilweise eingefallen, ehem. Schäferei (Nr. 4, Sachgesamtheitsteil),
  - Parkanlage mit Lusthaus (Nr. 6) und Einfriedung, Bruchsteinmauer und vier Tore, eines mit schmiedeeisernem Gitter, Störelement: Neubau (Nr. 2).
9. ↑  Anmerkung: Hugo Koch erwähnt in der „Sächsischen Gartenkunst“ im Zusammenhang mit sentimentalen Landschaftsgärten wie dem Seifersdorfer Tal und dem Röhrsdorfer Grund auch das Tal zu Borthen, gibt darüber hinaus jedoch keine Informationen zum früheren Erscheinungsbild dieser Anlage. Eine tiefergehende wissenschaftliche Untersuchung steht in diesem Bereich noch aus, so dass hierzu im Moment keine Aussagen getroffen werden können. Möglicher weise gehört die Säulenpappel (Populus nigra ‚Italica‘), die sich nördlich des Herrenhauses befindet, zu dieser Gestaltung. Der ehemals auf sie zuführende Weg ist in der Flurkarte noch verzeichnet (Flurstück 337), wurde jedoch überackert, so dass der Zusammenhang optisch verloren gegangen ist. Bauliche Schutzgüter:
  - Gebäude: Herrenhaus mit doppelläufiger Freitreppe in den Garten, Einfriedung: in Teilen lückige Sandsteinmauer zum Teil noch mit Abdeckung aus Sandsteinplatten, im Osten, Süden und Westen, den Abschluss des Gartens nach Norden bildet das Herrenhaus,
  - Erschließung. Zugänge: vier historische Zugänge: von Norden über den Gutshof ein zweiflügeliges Holztor in einem Torbogen, Zugang in den etwas höher liegenden Garten über kleine Treppe, im Westen über einflügeliges Ziergitter, im Süden über großes Tor mit von Kugeln bekrönten Sandsteinpfeilern und zweiflügeligem Ziergitter (Auftakt zur Allee), im Osten über kleineres zweiflügeliges Ziergitter im Stil des Jugendstil (wohl neu?) ebenfalls mit von Kugeln bekrönten Sandsteinpfeilern, Wegesystem: ablesbar. Gartenbauten: zweistöckiges Lusthaus (Belvedere) in der östlichen Mauer mit Balkonen.
  - Vegetation. Alleen und Baumreihen: gegenständige Allee zum Lusthaus, bestehend aus Rosskastanien (Aesculus hippocastanum) und Linden (Tilia spec.), Baumarten möglicherweise alternierend, Baumbestand lückig, zum Teil Nachpflanzungen erfolgt.
  - Einzelbäume: gemischter Laubbaumbestand aus Rosskastanie (Aesculus hippocastanum), Esche (Fraxinus excelsior). Linde (Tilia spec.), Robinie (Robinia pseudoacacia), Hainbuche (Carpinus betulus), Blutbuche (Fagus sylvatica ‚Atropurpurea‘), Bergahorn (Acer pseudoplatanus), Walnuss (Juglans regia), Zucker-Ahorn (Acer saccharum), drei Scheinzypressen (Chamaecyparis spec.) auf der Gartenseite des Herrenhauses.
  - Hecken und Sträucher: Flieder (Syringa vulgaris), Bauernjasmin (Philadelphus spec.), Rhododendren, Buchs (Buxus sempervirens).
  - Sonstige Schutzgüter. Bodenrelief: eben, Herrenhaus liegt etwas tiefer als der südlich angrenzende Gartenbereich, Überwindung des Höhenunterschieds über kleine Böschung. Blickbeziehung: hervorzuheben ist der Ausblick vom Lusthaus nach Dresden.
10. ↑  Beschreibung des Gartendenkmals Gutspark Gamig (Silke Epple, 17. Mai 2012). Anmerkung: Der Gutsgarten lässt sich in zwei Teile gliedern, einen landschaftlichen Teil, der die gesamte Südseite des Areals einnimmt und einen regelmäßig gestalteten Teil, der westlich des Herrenhauses liegt.
Gerahmt wird dieser Teil auf seiner Südseite vom Orangeriegebäude, gegliedert durch die geschnittene Eibenhecke und die Höhenstaffellung. Bauliche Schutzgüter:
  - Gebäude: Herrenhaus, auf der Westseite mit höher gelegener Terrasse und Freitreppe, Pfeiler am Treppenaufgang bekrönt mit zwei Kugeln und zwei Putten jeweils rechts und links der Treppe, Einfriedung: Sandsteinmauer im Süden und Osten original, zum Teil noch mit Sandsteinplattenabdeckung, im Westen neu aufgesetzt,
  - Erschließung: Zugänge: zweiflügeliges, schmiedeeisernes Tor im Westen (neu), freier Zugang von der Nordseite des Herrenhauses, Wegesystem: nicht mehr vorhanden, Gartenausstattung: Sonnenuhr im westlich des Herrenhauses gelegenen Gartenteil,
  - Gartenbauten: Reste der Orangerie, Wasserelemente: Feuerlöschteich (nicht historisch).
  - Vegetation: Alleen und Baumreihen: Reihe aus Linden (Tilia spec.) im Gutshof vor dem Arkadengang,
    - Einzelbäume: gemischter Laubbaumbestand aus Rosskastanie (Aesculus hippocastanum), Bergahorn (Acer pseudoplatanus), Spitzahorn (Acer platanoides), Hainbuche (Carpinus betulus), Esche (Fraxinus excelsior), Linde (Tilia spec.), Stieleiche (Quercus robur), Esskastanie (Castanea sativa), Walnuss (Juglans regia),
    - Hecken und Sträucher: geschnittene Eibenhecke (Taxus baccata) im westlich des Herrenhauses gelegenen Gartenteil, neben der Freitreppe zur Terrasse Azaleen (Rhododendron luteum),
    - Sonstige Schutzgüter. Bodenrelief: im westlich des Herrenhauses gelegenen Gartenteil steigt das Gelände von Ost nach West in drei Ebenen an, den Höhenunterschied zwischen 1. und 2. Ebene überwindet eine Freitreppe aus Sandstein, die von zwei Postamenten flankiert wird, der Höhenunterschied zwischen 2. und 3. Ebene wird heute durch eine ebenfalls von Sandsteinpostamenten flankierte Böschung überwunden, ursprünglich befand sich wohl auch hier eine Freitreppe, die Treppen und die flankierenden Postamente verjüngen sich nach Westen und treffen in ihren Fluchtlinien auf das in der westlichen Einfriedungsmauer befindliche Tor, Blickbeziehung: Blick aus dem Garten zum Herrenhaus und zur Kirche. Literatur. Bock, Anna: Gartenhistorische Untersuchung, Bestandsbewertung und denkmalpflegerisches Entwicklungskonzept (TU Dresden, SP 9), 2009 (Archiv TU Dresden, Fakultät Architektur, Institut für Landschaftsarchitektur). – Beschreibung des Gartendenkmals Alter Gamig (Silke Epple, 17. Mai 2012): Um 1800 Gestaltung des Geländes entlang des Baches Ritzschke, Benennung als „Alter Gamig“ (vgl. Hasse, 1804), im Tal altschwedische Begräbnissteine, Grotte, Berghäuschen, Fischerhütte, Inschrifttafeln und verschiedene Pflanzungen. Anlage heute noch sehr gut nachvollziehbar.

Bauliche Schutzgüter:
  - Erschließung. Wegesystem: vorhanden, teilweise überwachsen, Spazierpfade, Gartenausstattung: Banknischen, Aussichtsplateau, Gartenbauten: Steinbogenbrücke, Reste einer Hütte oder Grotte, Begräbnissteine, Wasserelemente: in Gestaltung integrierter Bachlauf, angestauter Teich mit Insel,
  - Vegetation. Alleen und Baumreihen: Baumhaselallee (Corylus colurna) nördlich vom Gut abgehend,
    - Einzelbäume: artenreicher Laub- und Nadelbaumbestand, v. a. bestehend aus Stiel-Eiche (Quercus robur), Esche (Fraxinus excelsior), Bergulme (Ulmus glabra), Hainbuche (Carpinus betulus), Bergahorn (Acer pseudoplatanus), Rotbuche (Fagus sylvatica), Rosskastanie (Aesculus hippocastanum), Europ. Lärche (Larix decidua), Waldkiefer (Pinus sylvestris), Fünfnadelige Kiefernart (Pinus spec.),
    - Stauden: Salomonsiegel (Polygonatum odoratum), Sumpfiris (Iris pseudacorus) am Teich, Buschwindröschen (Anemone nemorosa), Schattenblümchen (Maianthemum bifolium), verschiedene Farne,
    - Sonstige Schutzgüter: Bodenrelief: bewegtes Relief in einem Bachtal, Blickbeziehung: innerhalb des Tals zur jeweils gegenüberliegenden Hangseite, vom Aussichtsplateau Blick über großen Teil der Anlage (teilweise zugewachsen), im nördlichen Teil Blick zur Kirche auf dem Gutsgelände.
    - Denkmalwert: gartenkünstlerisch, wissenschaftlich, ortsgeschichtlich von besonderer Bedeutung. Literatur: Geissler, Sarah; Matthes, Hans: Der alte Gamig und die Tharandter Promenadenanlagen (SP 8 TU Dresden), 2009 (Archiv TU Dresden, Fakultät Architektur, Institut für Landschaftsarchitektur) – Kreplin/Thränert: Die gewidmete Landschaft, 2011.
11. ↑  Einzeldenkmale Rittergut Gamig
  - Einfriedung: Bruchsteinmauer mit zwei Torpfeilern, Schafstall: verändert, bezeichnet 1700 (Fassade), ABBRUCH vor 2012, Große Scheune: mit Hochfahrt, Freiskulpturen
  - Kapelle: zweigeschossiger Bau mit Treppenturm an der Westseite, Vierstützenraum mit Sterngewölbe und abgetrennter Sakristei, Orangerie
  - Wohnturm (Semperturm), Nr. 1: viergeschossiger Turm mit Rundbogenfenstern und vorkragendem Abschlussgesims – Herrenhaus (Nr. 1): langgestreckt (mit Treppenturm und Arkadenstellung), schlossartig,
  - Stallgebäude (Nr. 2): winkelförmig (mit Erweiterungen nach Osten und Süden), Nordwestflügel: Tonnengewölbe mit Stichkappen, Gewölbefüße auf vier eisernen Stützen, Ostflügel: jüngerer Teil mit preußischen Kappen, Südflügel: Flachkuppeln mit Scheidbögen, Veränderung durch Bauwerkstatt, Abbruchgenehmigung vom 28. August 2009,
  - Verwaltungsgebäude (Nr. 2): mit überhöhtem Mittelteil und Schmuckfachwerk, Gewölbe im Innern,
  - Wohn- und Wirtschaftsgebäude (Altes Schloss) (Nr. 3): mit Dachreiter und Uhr im Giebel, Urspr. doppelt so lang, 1951 wurde der Flügel abgerissen, Darre (Nr. 6): zweigeschossiger Putzbau mit Walmdach, ovale Fensteröffnung im Erdgeschoss, Wohnhaus (Jägerhaus) (Nr. 7): zweigeschossiger Putzbau mit Walmdach.
12. 1 2  Parkanlage von Schloss Weesenstein: weiträumige Anlage aus drei Teilen, zweiteiliger architektonischer Teil / Schlossgarten im OT Weesenstein (Gemeinde Müglitztal): mit Parkmauer, Bassin, Grabmal, Bogenbrücke über die Müglitz, Gewächshaus, Figur einer Flora, Obelisk und Pavillon sowie Wegesystem, Alleen, Steinbank, Laubengang und Freitreppe zum Schloss, sowie der dritte, landschaftlicher Teil / Schlosspark am Hang: mit einem kleinen Teil im OT Burkhardswalde (Gemeinde Müglitztal) mit Bogenbrücke über einen Bach, mit dem größten Teil im OT Meusegast (Stadt Dohna) mit Wegesystem, drei Sandsteinbogenbrücken und Resten eines Belvedere. Das Belevedere, ehemaliger Zentralbau mit zwei halbrunden und zwei polygonalen Konchen, mit hohem Dachreiter.
13. 1 2  Sehr frühe sentimentale Gartenanlage im Sinne einer Arbeitsbeschaffungsmaßnahme 1771 angelegt. Nummerierung der erhaltenen Ausstattungselemente gemäß Denkmalkarte (Einzeldenkmale):

Nr. 1 Urne für Henriette / Nr. 2 Platz und Denkmal für König Anton / Nr. 3 Grotte mit Inschrifttafel und Altar der Wohltätigkeit / Nr. 4 Monument der Freundschaft mit Inschrift / Nr. 5 Krähenhütte / Nr. 6 Denkmal für Henriette / Nr. 7 Statue des Apoll / Nr. 8 Steinerner Baumstumpf / Nr. 9 Bodenhütte / Nr. 10 Hundegrab / Nr. 11 Aussichtsplateau mit Basaltsäulen / Nr. 12 Inschrifttafel, gestiftet von König Anton / Nr. 13 Inschrifttafel, gestiftet von Maria T. J. von Österreich / Nr. 14 Inschrifttafel, gestiftet von der Familie von Reinhold auf Kreischa / Nr. 15 Banknischen und Sandsteinbänke / Nr. 16 Reste kleinerer Brücken im Grund / Nr. 17 Gedenkstein ohne Inschrift / Nr. 18 Kleiner Stein mit Buchstabe R. und davor Bank / Nr. 19 Sitznische / Nr. 20 Sitznische mit Bank und Tischfuß, ehemaliger Standort „Denkmal der Freundschaft“ / Nr. 21 Basaltsäule mit Aufschrift „dem edelsten Paare gewidmet von B. A. Scheibner und F. W. Scheibner, Stolpen 1800“.
Beschreibung des Gartendenkmals: Silke Epple, 15. Mai 2012.

Bauliche Schutzgüter. Erschließung: Wegesystem: vorhanden, schmale Pfade ohne weitere Befestigung. Gartenausstattung: zahlreiche Ausstattungselemente – Nummerierung nach Eppert:
  - Nr. 1 [E 3] Urne für Henriette v. Carlowitz (Sockel und Inschrift vorhanden, Sandstein, Urne fehlt)
  - Nr. 2 [E 5] Platz und Denkmal für König Anton (vom Denkmal nur noch Sockel erhalten) (Rundplatz, mit Felsbrocken umgeben und etwas erhöht, gesäumt von Lindenrondell, Sockelplatte des Denkmals aus Sandstein noch vorhanden)
  - Nr. 3 [E 7] Inschrifttafel und [E 8] Grotte mit Altar der Wohltätigkeit (Reste der Inschrifttafel noch vorhanden, Grotte noch vollständig erhalten, Altar fehlt, vor dem Grotteneingang Hochstubben einer Buche)
  - Nr. 4 [E 9] Monument der Freundschaft (zum Teil ergänzt und vollständig wieder aufgestellt)
  - Nr. 5 [E 10] Krähenhütte (Ziegelwände zum Teil noch erhalten, Dach fehlt)
  - Nr. 6 [E 12] Denkmal für Henriette (vorhanden, z. Z. abgedeckt und vor Witterung geschützt)
  - Nr. 7 [E 16] Statue des Apoll (Sockel aus Sandstein vorhanden, Statue selbst fehlt)
  - Nr. 8 [E 19] Steinerner Baumstumpf (in Resten vorhanden, Sandstein)
  - Nr. 9 [E 21] Bodenhütte (Wände der Hütte erhalten, Dach fehlt)
  - Nr. 10 [E 22] Hundegrab (erhalten, Inschrifttafel fehlt)
  - Nr. 11 [E 23] Aussichtsplateau mit Basaltsäulen (Basaltsäulen vorhanden, möglicherweise jetzt an etwas anderer Stelle neu errichtet, eigentliches  Plateau scheint östlich davon zu liegen)
  - Nr. 12 [E 25] Inschrifttafel, gestiftet von König Anton (Tafel nicht mehr vorhanden, Stelle noch erkennbar)
  - Nr. 13 [E 26] Inschrifttafel, gestiftet von Maria T.J. von Österreich (vollständig vorhanden)
  - Nr. 14 [E 27] Inschrifttafel, gestiftet von der Familie von Reinhold auf Kreischa (vollständig vorhanden)
  - Nr. 15 [E 6, 11, 14, 17] Banknischen und Sandsteinbänke
  - Nr. 16 Reste kleinerer Brücken im Grund
  - Nr. 17 Gedenkstein ohne Inschrift
  - Nr. 18 Kleiner Stein mit R, davor Bank
  - Nr. 19 Sitznische
  - Nr. 20 [E 15] Sitznische mit Bank und Tischfuß, ehemaliger Standort „Denkmal der Freundschaft“
  - Nr. 21 Basaltsäule mit Aufschrift: „dem edelsten Paare gewidmet von B. A. Scheibner und F. W. Scheibner, Stolpen 1800“.
  - Wasserelemente und Vegetation: Natürlicher Bachlauf in Gestaltung integriert,
    - Baumreihe: Baumreihe aus Linden (Tilia spec.) im mittleren Teil des Tals in West-Ost-Richtung östlich der Krähenhütte, Mischbaumbestand aus Laubbäumen, prägend sind Rotbuchen (Fagus sylvatica), Linden (Tilia spec.), Stieleichen (Quercus robur), Hainbuchen (Carpinus betulus), Bergahorn (Acer pseudoplatanus) und Ulmen (Ulmus minor), an einzelnen Stellen Rosskastanien (Aesculus hippocastanum), Gruppen von Nadelgehölzen bestehend aus Weymouthskiefer (Pinus strobus), Fichte (Picea abies) und Lärche (Larix decidua),
    - Hecken und Sträucher: einzelne Exemplare von Alpenjohannisbeere (Ribes alpinum), Bauernjasmin (Philadelphus spec.) an verschiedenen Ausstattungselementen oder hervorgehobenen Stellen,
    - Stauden/Geophyten: flächige Bestände von Schattenblümchen (Maianthemum bifolium), Maiglöckchen (Convallaria majalis), Salomonsiegel (Polygonatum odoratum), Goldnessel (Lamium galeobdolon), Scharbockskraut (Ranunculus ficaria), Buschwindröschen (Anemone nemorosa),
    - Sonstige Schutzgüter. Bodenrelief: bewegtes Relief im gesamten Tal, das sich in Nord-Süd-Richtung erstreckt. Blickbeziehung: innerhalb des Tals zum jeweils gegenüberliegenden Hang und entlang des Bachlaufs.
14. ↑  Beschreibung des Gartendenkmals (Silke Epple, 17. Mai 2012). Anmerkung: Vom ehemaligen Röhrsdorfer Gutspark ist heute nur noch eine Teilfläche erhalten, der Rest des Parks wurde für Wohnbebauung und Kleingartennutzung aufparzelliert. Im Park gibt es eine Störung durch eine im südlichen Teil platzierte Bühne.

Bauliche Schutzgüter
  - Gebäude: Herrenhaus (außerhalb des Gutsparks), Einfriedung: Sandsteinmauer auf Nord- und Ostseite des Gutsparks und Vorhangbogenfenster in der Südostecke der Mauer,
  - Erschließung. Zugänge: Zugang in der Nordostecke als Übergang zum Gutskomplex, mit Treppe aus Sandstein, kleinem Tor sowie rechts und links anschließenden Holzzaunfeldern, Wegesystem: nicht mehr vorhanden,
  - Gartenausstattung: gestaltetes Sandsteinfragment in Form eines Felshaufens mit kleinen Tieren (Schildkröte, Echse) und einem Loch in der Mitte, möglicherweise Überrest einer Brunnenanlage mit Fontäne, Postament aus Sandstein ohne Aufsatz,
  - Vegetation:
    - Alleen und Baumreihen: dreireihige Lindenallee (Tilia spec.) entlang der Gutszufahrt von Norden zum Herrenhaus führend, Einzelbäume: drei Rosskastanien (Aesculus hippocastanum) im Gutshof, im Gutspark vorwiegend jüngerer Baumbestand, Altbäume Esche (Fraxinus excelsior) und Bergahorn (Acer pseudoplatanus),
    - Hecken und Sträucher: Eibe (Taxus baccata),
    - Sonstige Schutzgüter. Bodenrelief: eben, Garten liegt tiefer als die um ihn herum führende Straße, Blickbeziehung: zum Herrenhaus.
15. ↑  Schloss Röhrsdorf
  - Schloss: dreigeschossig, Turm in der Wetterfahne bezeichnet 1890, Kern 16. Jh.; erhöht liegende Freiterrasse mit zwei Figurenbüsten auf Stelen, rundbogige Pforte bezeichnet 1599, zwei Torpfeiler, Flurst. 67/21
  - Schlossbrauerei: bezeichnet 1912, Kern älter, eingeschossiger Feldsteinbau, Flurst. 67/21
  - Stallgebäude: mit unleserlicher Inschrift, 19. Jh., Flurst. 67/21
  - zwei Wohn- und Wirtschaftsgebäude: eines mit Korbbogentür und Schlussstein, Flurst. 67/21 und 67/24
  - Parkanlage: mit Einfriedung, Bruchsteinmauer mit spätgotischem Fenstergewände mit Vorhangbogen im Südosten des Parks, Flurst. 49/7, Gartendenkmal, Allee am Zufahrtsweg.
16. ↑  Evangelische Pfarrkirche Röhrsdorf. Spätbarocke Saalkirche, 1748/49 von Andreas Hünigen erbaut. Restaurierung des Inneren 1966. Verputzter Bruchsteinbau, der mit dem eingezogenen, gerade geschlossenen Chor und dem eingezogenen Westbau ein symmetrisches Erscheinungsbild besitzt. Auf dem Krüppelwalmdach ein markanter Dachreiter. Der Innenraum durch die marmorierende Ausmalung sowie die fein profilierten Gesimse und Spiegelrahmungen aus der Erbauungszeit bestimmt. Flachgedeckter Saal mit eingeschossigen Emporen an der Nord- und Südseite, die durch Arkaden geschlossen sind und den Charakter von Seitenschiffen annehmen. Arkaden, Pfeiler und Zwickel reich mit Grisaillemalerei verziert. An der Westseite Logenanbau auf geschweiftem Grundriss, an der Brüstung im Relief Wappen derer von Carlowitz, Abschluss durch Korbbogen mit reich ausgebildetem Rollwerk und floraler Ornamentik. Flachgedeckter Chor, über dem Kanzelaltar an der Ostseite Orgelempore, an der Brüstung gemalte Festons. Schmaler barocker Kanzelaltar, zwischen zwei ionischen Säulen der geschweifte Kanzelkorb, abschließend Segmentbogen. Seitlich des Altars zwei Durchgänge. – Holztaufe, 19. Jh. – Kreutzbach-Orgel mit neuklassizistischem Prospekt, 1890. An der Kirchenaußenwand Sandsteinepitaph für Johann Carl von Carlowitz und Justine Lisabeth von Carlowitz: Platte auf wappengeschmückter Konsole mit Draperie und Rankenwerk, als Abschluss rankengeschmückte Vase. Annexbauten im Osten und Westen, Innen: Kanzelaltar mit Orgel im Osten, im Westen Herrschaftsloge, Emporen, Kronleuchter, saniert, Wetterfahne bezeichnet 1749 und bezeichnet 1966.
17. ↑  Wohnstallhaus mit Gewänden aus dem 16./17. Jh. im Giebel, unbewohnt, in schlechtem Zustand, saniert, Portal zugebaut, Scheune abgebrochen, Abbruchgenehmigung der beiden Scheunen sowie des Torbogens mit Begründung vom 2. Dezember 2003.
  - Keller: Räume über zehn bequeme Stufen vom Erdgeschoss erreichbar, Durchgänge mit oben mittig gestoßenen Rundbogensegmenten aus Sandstein, Wölbungen und Wände mit flachen Bruchsteinen gefügt, eine Einschütt- und Lüftungsöffnung hofseitig, Wandnischen.
  - Erdgeschoss: Älterer Hausteil: Im Eingangsbereich und in einem weiteren Raum Kreuzgewölbe und Gurtbögen, Große Stube mit Konsolen an der Mittelwand als Auflager für Balken, drei große Wandnischen (zwei in der Mittelwand und eine in der Wand zum Flur), bis zu 30 Farbschichten, darunter viele Blautöne.
  - Große und Kleine Stube mit (vor kurzem entfernten) Stuckdecken, Putzuntergrund war auf Deckenbalken aufgenagelte Holzschalung, Küchenbereich verändert, alte Wandteile vorhanden, neuere Kappengewölbe auf zwei Stahlträgern längs zur Gebäudeachse, ziegelgemauerter Schornstein, Rußspuren an der Wand über dem Hals der Kellertreppe. Jüngerer Hausteil: Stall mit Kreuzgewölben aus Mauerziegeln auf Sandsteinstützen mit einfachen Kapitellen.
  - Obergeschoss: Älterer Hausteil: Vorderer, zum Dorfplatz gerichteter Bereich, verändert, u. a. zu einer Wohneinheit mit Küche und zwei großen Stuben, Raumhöhe ca. 1,95 m, ursprüngliche Vorratskammer mit kleinem Fenster. Jüngerer Hausteil: Mittelgang und Kammern.
  - Dachböden und Dach: Älterer und jüngerer Teil einfach stehende Stühle, Treppe bis in den Oberboden deutet auf einst intensive Nutzung hin, lichte Höhe Dachboden bis zu den Deckenbalken des Oberbodens 2,53 m, Oberboden lichte Durchgangshöhe ca. 2,10 m. Auf älterem Teil beidseitig Biberschwanz-Spließdeckung, stark desolat. (M. Hammer).